# Haus Savoyen

Wappen des Hauses Savoyen seit 1890

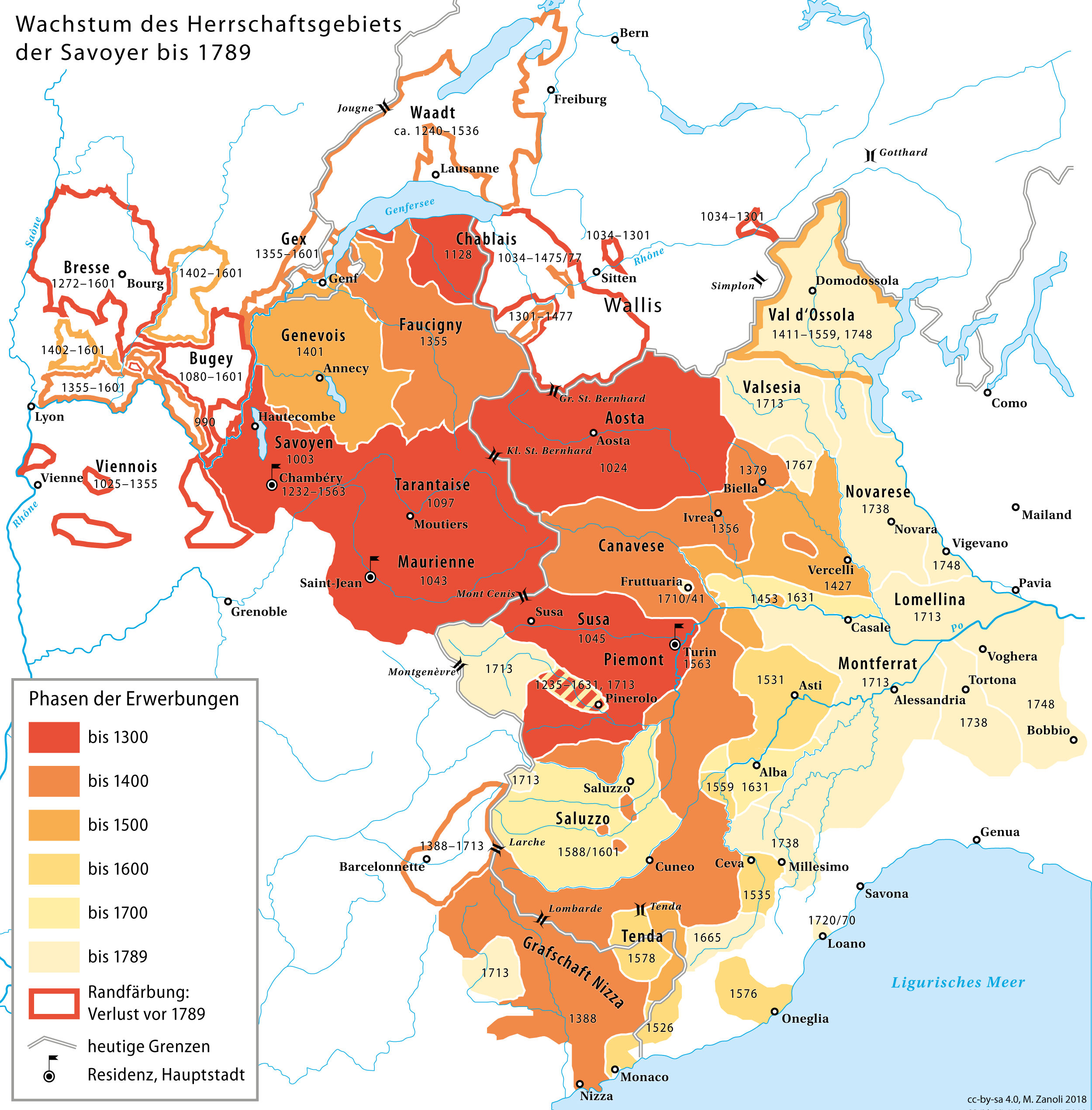
Karte der Entwicklung des Herrschaftsgebiets der Savoyer in Oberitalien bis 1789

Das Haus Savoyen ist eine ursprünglich burgundische, später italienische Dynastie, die 1003 gegründet wurde sowie seit dem Hochmittelalter über die Territorien Savoyen und Piemont, später auch über die Grafschaft Nizza, Sardinien und Ligurien herrschte und von 1861 bis 1946 die Könige Italiens stellte. Zeitweise regierte das Herrschergeschlecht auch über angrenzende Teile Frankreichs (Bresse, Bugey, Gex) und der Schweiz (Waadtland, Genf, Teile des Unterwallis).

## Mittelalter

### Herkunft
Als Gründer des Hauses gilt Humbert I. Weißhand, ein Feudalherr von ungesicherter Herkunft, der 1003 Graf von Salmourenc im Viennois, 1017 Graf von Nyon am Genfersee und 1024 Graf des Aostatals am östlichen Abhang der Westalpen war. 1034 erhielt er einen Teil der Maurienne als Lohn von Konrad dem Salier für die Unterstützung seines Anspruchs auf das Königreich Burgund. Er erhielt auch die Grafschaften Savoyen, Belley, Tarentaise und das Chablais.

### Aufstieg der Grafen von Savoyen im Hochmittelalter

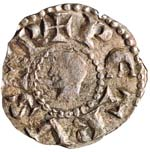
Münze (Denaro Segusino) mit dem Porträt von Graf Peter I. von Savoye, Mitte des 11. Jahrhunderts

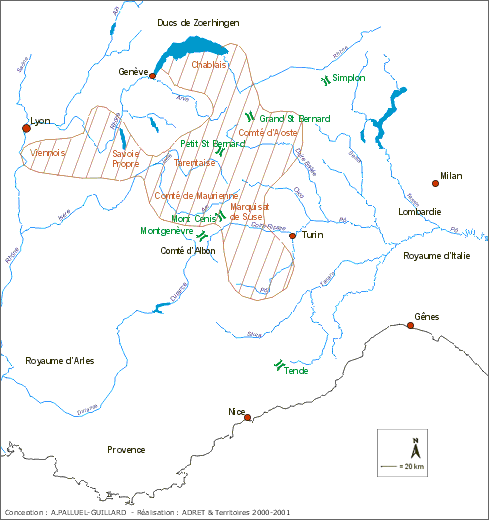
Savoyen um das Jahr 1200

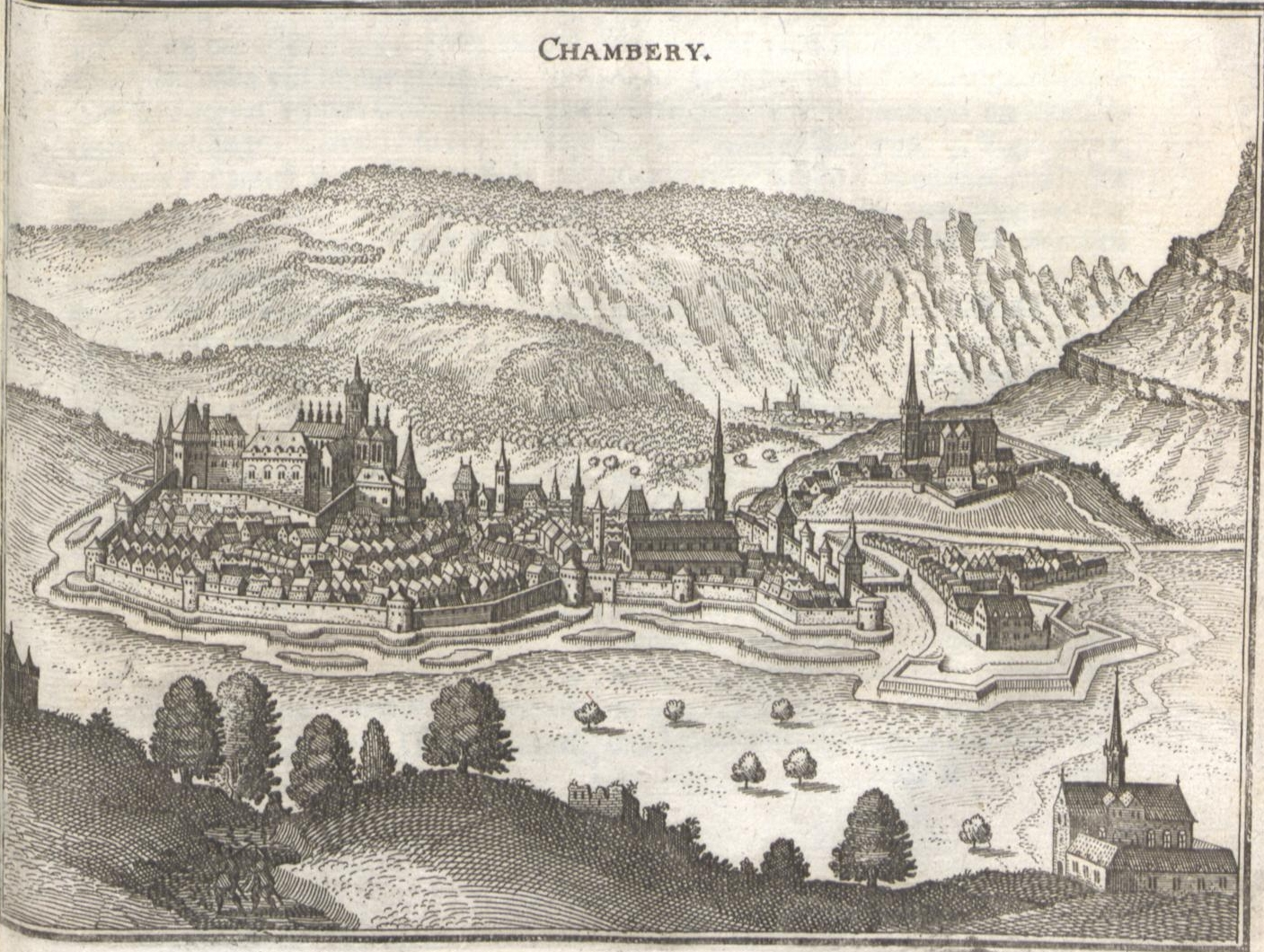
Chambéry 1645

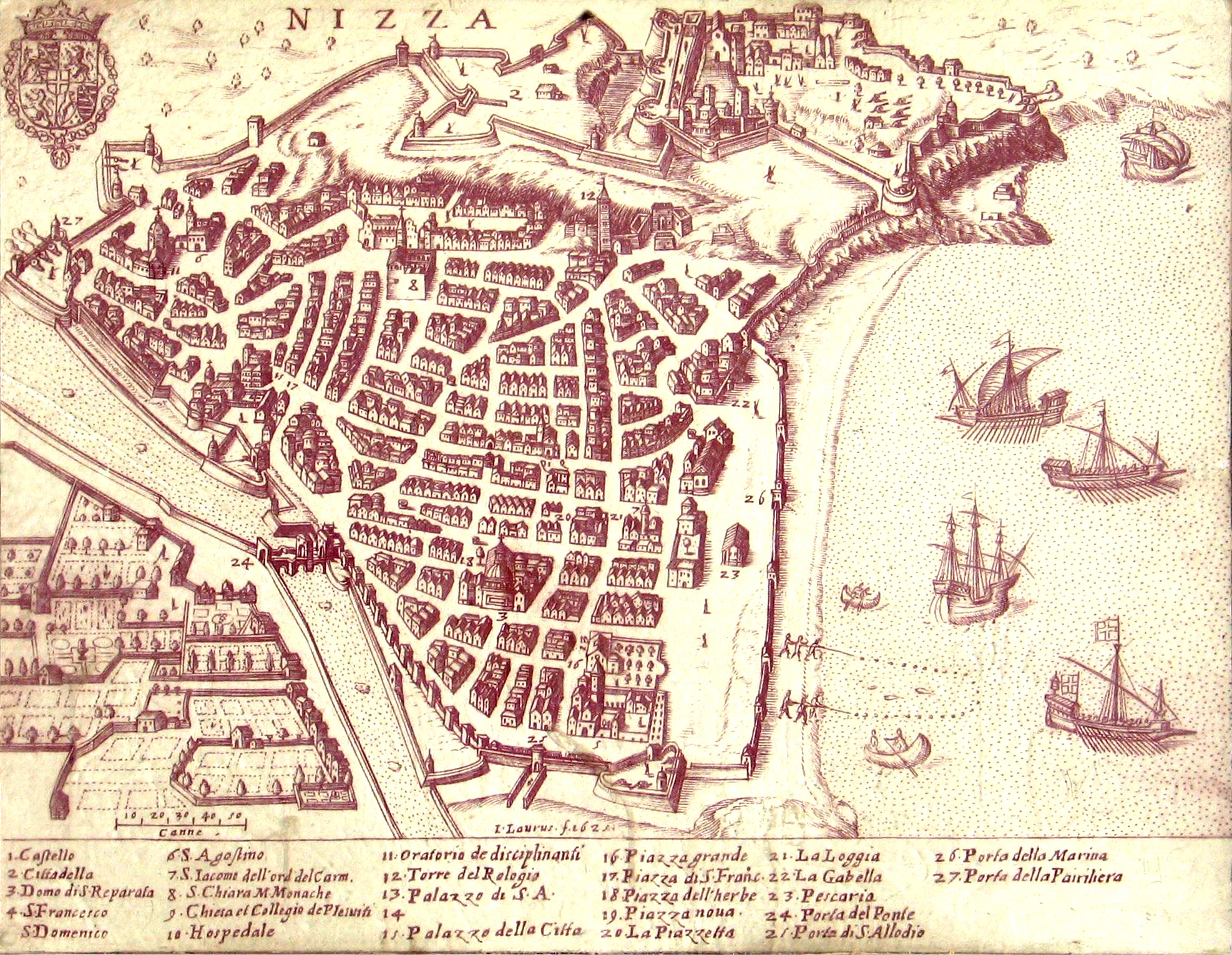
Nizza 1624

Mit diesen Territorien verfügte Humbert über drei der wichtigsten Alpenpässe, den Mont Cenis, den Großen Sankt Bernhard und den Kleinen Sankt Bernhard. Sein Sohn Otto heiratete 1046 Adelaide, die älteste Tochter von Odalrich-Maginfred, Markgraf von Turin aus der Familie der Arduine, der unter anderem über die Grafschaften Turin, Auriate, Asti, Bredulo und Vercelli herrschte, die zusammen etwa der heutigen Region Piemont und einem Teil Liguriens entsprechen. Humbert starb im Jahre 1048. Ihm folgte sein Sohn Amadeus, nach dessen Tod das Land auf Otto überging. Auf diese Weise wurde Otto Herrscher über Territorien beidseitig der Alpen, ein Umstand, der noch bis 1860 wichtigen Einfluss auf die Politik des Hauses Savoyen haben sollte. Nach Ottos Tod im Jahre 1060 folgte ihm seine Witwe Adelaide, aber noch vor ihrem Tod 1091 wurden seine Söhne Peter I. und nach ihm Amadeus II. Herrscher über die Grafschaft.
Unter Humbert II. (Regierungszeit 1078–1080) kam es zu ersten Auseinandersetzungen gegen die Piemonteser Kommunen, aber er, seine Nachfolger Amadeus III. (der auf dem Heimweg vom Zweiten Kreuzzug starb) und Thomas I. verfolgten ihnen gegenüber eine Politik der Versöhnung. Thomas, der bis 1222 regierte, war Ghibelline und sorgte für einen erheblichen Bedeutungszuwachs Savoyens, denn er wurde zum Reichsvikar ernannt und erlangte wichtige Erweiterungen seines Territoriums namentlich in Bugey, in der Waadt, konkret 1240 in Payerne und Romont, 1272 in Romainmôtier (nordwestlich der Alpen) sowie Carignano, Pinerolo, Moncalieri und Vigone (südöstlich der Alpen). Im Weiteren herrschte er über Genf, Albenga, Savona und Saluzzo. Nach seinem Tod wurden diese Territorien unter seinen Söhnen aufgeteilt: Thomas II. erhielt das Piemont, Aimone das Chablais, Peter und Philipp weitere Lehen, und Amadeus IV., der älteste, die Grafschaft Savoyen und eine allgemeine „Überherrschaft“ über die Besitztümer seiner Brüder. Weitere Brüder erhielten Bischofsämter außerhalb der Stammlande, Bonifaz schließlich wurde Erzbischof von Canterbury.
Peter II. reiste mehrmals nach England. Eine seiner Nichten, Eleonore von der Provence, wurde Ehefrau des englischen Königs Heinrich III., eine andere, Sancha von der Provence, Ehefrau von Richard von Cornwall. Heinrich machte Peter zum Earl of Richmond und stattete ihn mit einem Palast an der Themse aus, der den Namen Savoy Palace erhielt. Graf Peter erlangte auch zusätzliches Territorium im Waadtland und besiegte Rudolf von Habsburg bei Chillon.
Nachdem Thomas II. mehrere Städte und Festungen im Piemont eingenommen hatte, verlor er diese wieder und wurde vorübergehend von den Bürgern Turins inhaftiert. Von den Söhnen Thomas’ I. hinterließ nur er männliche Erben. Sein Sohn Amadeus V., genannt „der Große“, herrschte von 1285 bis 1323 und gilt als „Vereiniger“ der verstreuten Gebiete des Hauses. Als Amadeus seine Regentschaft antrat, wurden die Lehen wie folgt aufgeteilt: die Grafschaft Savoyen wurde sein eigenes Territorium, das Fürstentum Piemont ging an seinen Neffen Philipp und die Waadt wurde an seinen Bruder Ludwig vergeben. Zwar wurde diese Gliederung 1295, als Chambéry zur Hauptstadt Savoyens wurde, formal bestätigt und dennoch erlangte Amadeus die Vorherrschaft über alle Besitztümer, was auch zu einer politischen Vereinheitlichung innerhalb des Landes führte. Durch Eroberungen, Kauf und geschicktes Verhandeln gewann er Lehen, die seine Vorgänger verloren hatten, zurück. In zahlreichen Feldzügen bekämpfte er die Dauphins des Viennois, die Grafen des Genevois, die Bürger von Sion und Genf, die Markgrafen von Saluzzo und Montferrat und die Barone von Faucigny. Zudem wirkte er als Friedensstifter zwischen Frankreich und England und begleitete Kaiser Heinrich VII. auf dessen Italienfeldzug.
Auf Amadeus V. folgten seine Söhne, Eduard der Liberale (1323–1329) und später Aimone der Friedfertige (1329–1343). Aimone gilt als einer der fähigsten Fürsten seines Geschlechts, gelang es ihm doch, die Verwaltung und das Justiz- und Finanzwesen Savoyens zu reformieren.
Sein Sohn Amadeus VI. (Regierungszeit 1343–1383), genannt Il Conte Verde („der grüne Graf“), folgte ihm im Alter von nur neun Jahren nach. Amadeus machte sich sowohl einen Ruf als Kreuzritter als auch in einem Feldzug gegen die Osmanen, den er 1366 anführte. Der Vertrag von Paris von 1355 beendete die Spannungen, die sich zwischen ihm und Frankreichs Königshaus aufgebaut hatten. Der Graf wollte die an Savoyen angrenzende Dauphiné erwerben, doch war ihm Frankreich mit einem höheren Preis und zufälligem Erbanfall zuvorgekommen. 1356 wurden die Savoyer als Reichsvikare amtsführende Stellvertreter des Kaisers. Damit konnten sie über die Rechtsprechung ihre Territorialherrschaft aufbauen, also allgemein über ein Gebiet und dessen Einwohner bestimmen und nicht, wie im Feudalwesen, mit einzelnen konkreten Rechtstiteln über bestimmte Personengruppen. Mit seinem Entscheid, die italienischen Besitzungen gegenüber jenen am Fuße der französischen Alpen und jenen in der Westschweiz vorrangig zu behandeln, leitete Amadeus VI. eine Entwicklung ein, die für die Savoyer-Dynastie noch von großer Bedeutung werden sollte. Er vermittelte zwischen Mailand und dem Haus Montferrat (1379), zwischen den Familien Scaliger und Visconti und zwischen den Republiken Venedig und Genua nach dem Chioggia-Krieg (alle 1381). Amadeus war einer der ersten Souveräne, der ein System kostenloser Rechtsberatung für die Armen einführte. Als er Ludwig von Anjou in seinem Anspruch auf das Königreich Neapel aktiv unterstützte, starb er während des Feldzuges in Campobasso an der Pest.
Sein Sohn Amadeus VII., genannt Il Conte Rosso („der rote Graf“), herrschte von 1383 bis 1391. In seiner Jugend nahm er an der Seite Karls V. von Frankreich an einem Feldzug in Flandern teil. 1388 gelang es ihm, die Grafschaft Nizza für sich zu vereinnahmen, womit Savoyen einen Zugang zum Mittelmeer erhielt. Im selben Jahr verlor der Graf gegen die Eidgenossen im Oberwallis die Schlacht bei Visp.

### Herzöge von Savoyen im Spätmittelalter

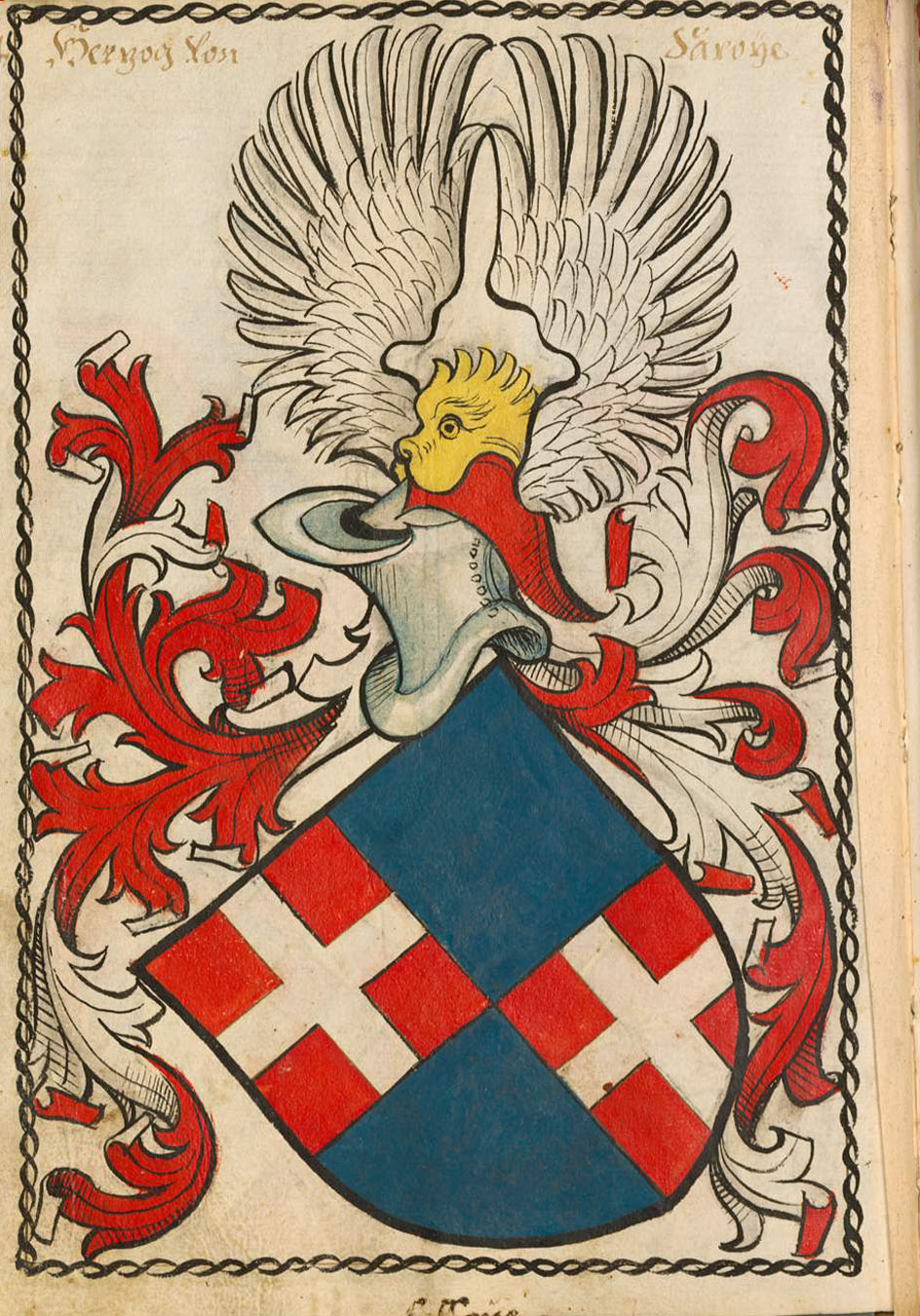
Wappen der Herzöge von Savoyen im Scheibler’schen Wappenbuch

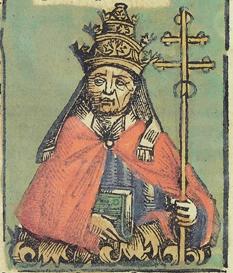
Amadeus VIII. als Gegenpapst Felix V.

Während der langen Herrschaft von Amadeus VIII. (1391–1440), Sohn von Amadeus VII., erlebte Savoyen eine Blütezeit. Der Graf konnte seine Territorien sowohl in der Genferseeregion (Pays de Gex) wie auch in Italien (Piemont) arrondieren. 1416 besuchte ihn König Sigismund in Chambéry und erhob ihn zum Herzog. 1430 führte Amadeus gegen den Widerstand des Adels und der Städte, die ihre Privilegien in Gefahr sahen, die Statuta Sabaudiæ ein, ein umfassendes Gesetzbuch, das für das gesamte Herzogtum Gültigkeit hatte. 1434 zog sich der Herzog in die Kartause Ripaille am Genfersee zurück, wo er im Hintergrund weiter wirkte und vermittelte, während er die Tagesgeschäfte seinem Sohn Ludwig überließ. Obwohl Amadeus nicht dem Klerus angehörte, wurde er auf dem Konzil von Basel 1439 überraschend gegen den amtierenden Papst Eugen IV. zum Gegenpapst gewählt. Zehn Jahre amtete er unter dem Namen Felix V., bis er zurücktrat und lediglich die Kardinalswürde behielt. Felix’ Widersacher Papst Eugen IV. dämonisierte in einer Bulle von 1440 das Herzogtum Savoyen (und dort vor allem die Hochtäler im Wallis, in der Waadt, in den Savoyer Alpen und im Aostatal) als ein Hort von Hexen, wobei die Begriffe Hexe, Ketzer und Waldenser vermischt wurden. Gemäß dem Historiker Wolfgang Behringer fanden die ersten massiven Hexenverfolgungen in Europa um das Jahr 1428 in Savoyen statt.

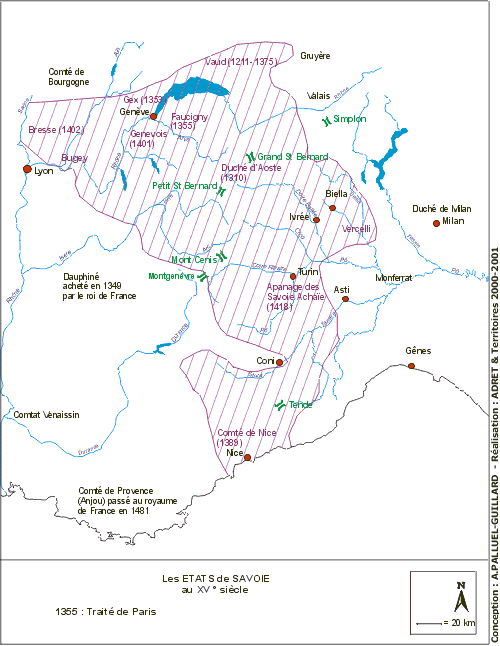
Savoyen im 15. Jahrhundert.

Amadeus’ Sohn Ludwig (Regierungszeit 1440–1465), der als erster den Titel Prinz von Piemont trug, konnte nicht an die politischen und diplomatischen Erfolge seines Vaters anknüpfen. Er heiratete 1433 Anne de Lusignan aus dem Haus Lusignan, das damals Zypern beherrschte. Ludwig hatte in der Folge die Intrigen des zypriotischen Hofstaats seiner Ehefrau ebenso auszuhalten wie die Ambitionen seiner französischen und Mailänder Nachbarn. 1446 musste er das Valentinois an die französische Krone abtreten. Der Zugriff auf Mailand, wo das Geschlecht Visconti in männlicher Linie 1447 ausgestorben war, misslang. Als Amadeus 1448 von Jean I. das Fürstentum Monaco gegen eine jährliche Rente angeboten wurde, lehnte er aus Furcht vor den Feinden in Nizza und Turbia ab. 1452 sagte sich Freiburg im Üechtland, welches sich im Alten Zürichkrieg stark verausgabt hatte, von Habsburg los und stellte sich unter den Schutz des Herzogs, der der Stadt alle Kriegsschulden erließ. Die letzten Jahre seiner Regierungszeit waren durch Verschwörungen des Adels, in die auch sein jüngster Sohn Philipp de Bresse verwickelt war, geprägt.

Italien um 1494. Der Herrschaftsbereich des Hauses Savoyen erstreckte sich beidseits der Alpen von der Bresse im Westen bis zum Piemont im Osten.

Auf Ludwig folgte sein Sohn Amadeus IX. (Regierungszeit 1465–1469), der wegen einer epileptischen Erkrankung die Regentschaft 1469 seiner Ehefrau Yolande, einer Schwester des französischen Königs Ludwig XI., überließ. Diese Machtverschiebung löste in Savoyen einen Bürgerkrieg zwischen den französischen und den burgundischen Parteigängern aus, denn sowohl der französische König als auch der burgundische Herzog Karl der Kühne, der eine expansive Politik betrieb, versuchten Savoyen als ihren Bündnispartner zu gewinnen. Schließlich entschied sich Yolande 1475 gegen ihren Bruder und für Karl; eine folgenschwere Wahl, denn damit wurde Savoyen mitten in die Burgunderkriege hineingerissen. Der Herzog von Burgund stand nämlich im Konflikt mit den ebenfalls aufstrebenden Eidgenossen und wurde von diesen in mehreren Schlachten, die auch savoyardische Territorien tangierten (siehe Schlacht auf der Planta), vernichtend geschlagen. 1476 musste Yolande Teile der Waadt an Bern abtreten sowie ihre Rechte über das Wallis und Freiburg im Üechtland aufgeben. Damit begann der Niedergang der savoyardischen Macht in der heutigen Westschweiz.
Designierter Nachfolger von Amadeus IX. war Philibert I., der aber bereits mit 17 Jahren starb und von seiner Mutter Yolande vertreten wurde. Sie war es auch, die ihn als 11-Jährigen mit der begüterten Mailänder Herzogstochter Bianca Maria Sforza verheiratete, die später die dritte Ehefrau des römisch-deutschen Kaisers Maximilian I. werden sollte. Als Herrscher von Savoyen folgte der mit 14 Jahren ebenfalls noch unmündige Karl I. (Regierungszeit 1482–1490). Er war der jüngere Bruder von Philibert und ist am französischen Hof erzogen worden. Im Innern setzte sich Karl gegen unbotmäßige Adlige durch und 1487 gelang es ihm gegen den Widerstand Frankreichs die Markgrafschaft Saluzzo in der Region Piemont zu unterwerfen. Philibert starb jung und für den erst 21 Monate alten Nachfolger Karl II. übernahm Mutter Bianca von Montferrat (Blanche de Montferrat), welche in Turin und nicht in Chambéry residierte, die Regentschaft. Karl starb 1496 siebenjährig bei einem Sturz aus seinem Bett. Thronfolger wurde sein Großonkel, Philipp II.

## Neuzeit

### Italienische Kriege – Savoyen unter französischer Besatzung

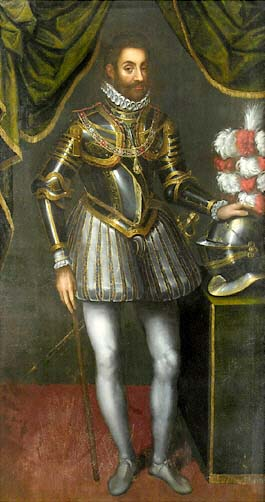
Herzog Emanuel Philibert erlangte die Unabhängigkeit Savoyens von Frankreich zurück.

Formell gehörte Savoyen immer noch zum Heiligen Römischen Reich, aber nachdem sich Amadeus VIII. 1434 überraschend zurückgezogen und eine geistliche Karriere eingeschlagen hatte, geriet das Herzogtum in die Abhängigkeit Frankreichs und darüber auf die Dauer ebenfalls in den Großkonflikt zwischen Habsburg und Frankreich um die Hegemonie in Italien, der die erste Hälfte des 16. Jahrhunderts prägen sollte.
Philibert II. wuchs am französischen Hof auf und wurde nach zahlreichen rasch aufeinanderfolgenden Todesfällen innerhalb des Hauses Savoyen jung und vor allem unerwartet Herzog (1497–1504). Nach kurzer Ehe mit seiner minderjährigen Cousine Yolande de Savoie, die schon bald verstarb, heiratete er Margarete von Österreich. Sie war die Tochter des römisch-deutschen Kaisers Maximilian I. aus dem Hause Habsburg und seiner ersten Ehefrau Maria von Burgund, der einzigen natürlichen Erbin des unterdessen aufgelösten und zwischen Habsburg und Frankreich aufgeteilten Herzogtums Burgund. Margarete amtierte auch als Statthalterin der burgundischen Niederlande. Während Philiberts Regierungszeit eroberte der französische König Ludwig XII. das Herzogtum Mailand (siehe Italienische Kriege). Savoyen war damit sowohl im Westen wie auch im Osten von Frankreich umklammert. Die herrschende Konstellation – Heirat einer österreichischen Prinzessin einerseits und die expansive Politik Frankreichs in Oberitalien anderseits – führte dazu, dass sich Savoyen von Frankreich abwandte und stattdessen freundschaftliche Beziehungen zu Österreich aufnahm. Philibert II., der sich gerne dem Vergnügen hingab, stand stark unter dem Einfluss seiner Ehefrau. Er verstarb jung und ohne Erben durch einen Jagdunfall.

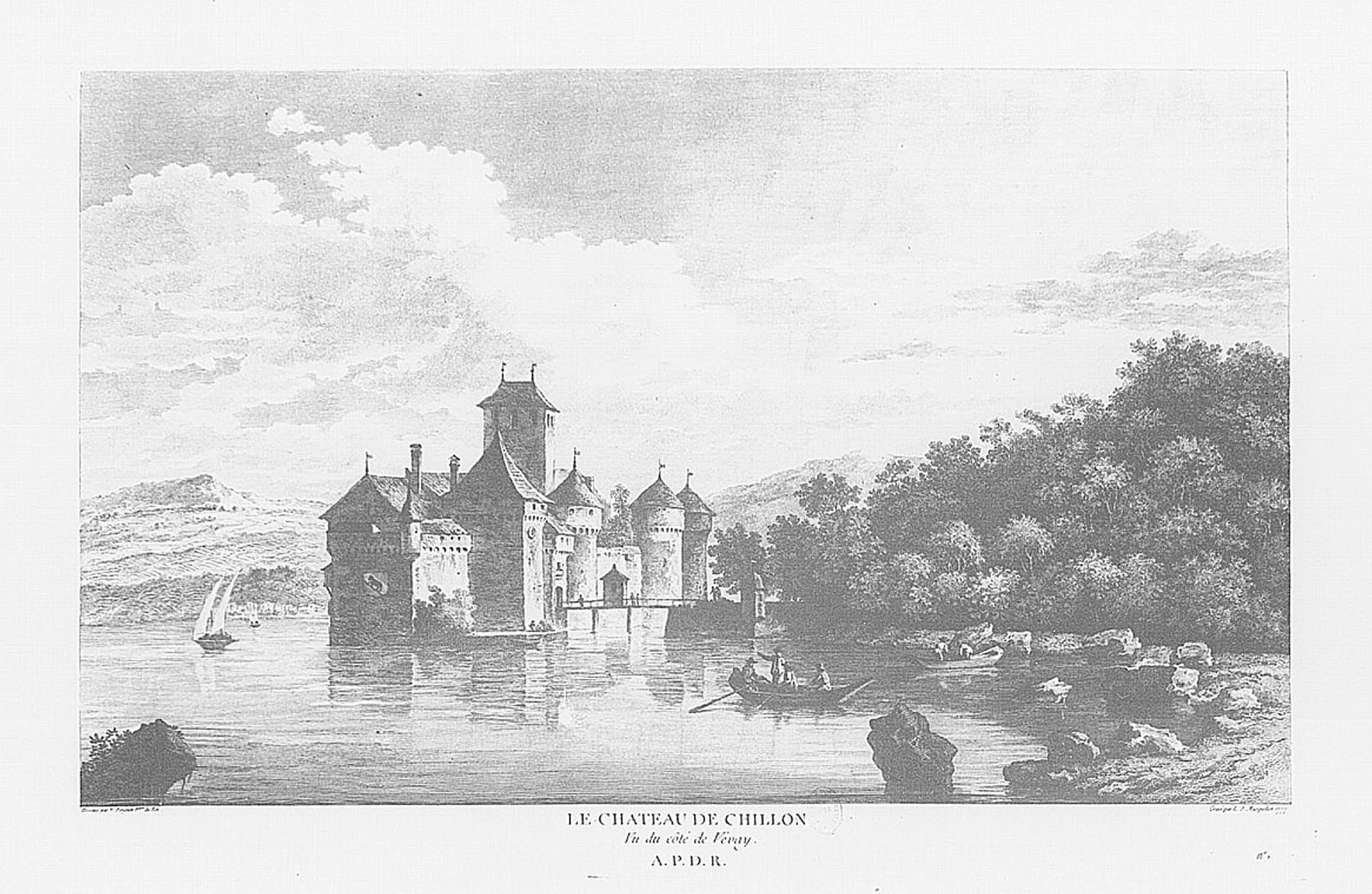
Savoyen verliert das Schloss Chillon im Waadtland am Genfersee an Bern.

1504 folgte Karl III., Halbbruder von Philibert II. Er wechselte mehrmals seinen Bündnispartner: einmal war er mit seinem Neffen, dem König von Frankreich Franz I., dann wieder mit seinem Schwager, dem Kaiser des römisch-deutschen Reichs und König von Spanien Karl V., liiert. Diese beiden Parteien führten gegeneinander einen erbitterten Krieg um die Vorherrschaft in Oberitalien. Auch beanspruchte Franz I. die savoyardischen Territorien Bresse und Faucigny als Erbe für seine Mutter Luise von Savoyen. In Genf erhoben sich die Bürger gegen den Adel. Sie verfolgten das Ziel, ihre Stadt mit Teilen des Genevois und dem Pays de Gex zu vereinen und dieses Gebilde zu einer Republik zu formen. Der sogenannte Löffelbund, eine Verbindung von herzogstreuen Adligen, deren Anliegen es war, die Macht Savoyens in Bresse, Faucigny und Genf zu erhalten, war im entscheidenden Moment auf sich allein gestellt und erhielt keine Unterstützung vom Herzog. So überrannten französische Truppen 1536 die Westgrenze von Savoyen und die beiden Hauptorte des Herzogtums Chambéry und Turin wurden eingenommen. Fast gleichzeitig vertrieben bernische Truppen unter Hans Franz Nägeli mit Hilfe ihrer freiburgischen und Walliser Verbündeten die Anhänger des Löffelbundes aus Genf und der Waadt, denn gerade auch in Genf hatte sich Herzog Karl III. durch sein hochfahrendes und unbedachtes Auftreten viele Feinde geschaffen. Die Genfer Patrizier gaben den Savoyern die Schuld am wirtschaftlichen Zerfall der Stadt: Die einstmals so profitablen Genfer Messen seien zu einem regionalen Markt herabgesunken, weil es der Stadt an der nötigen Protektion fehle. Das konnte nur heißen, dass Genf sein Heil in der Anlehnung an Bern suchen musste. Letztlich blieb Karl nur noch die Flucht ins piemontesische Vercelli. Dort verharrte er – quasi im Exil – bis zu seinem Tod im Jahre 1553. Zwischen 1536 und 1559 waren große Teile des Herzogtums von Frankreich besetzt und Teile im Oberen Rhonetal, einschließlich der Stadt Genf, faktisch an die Eidgenossen verloren.

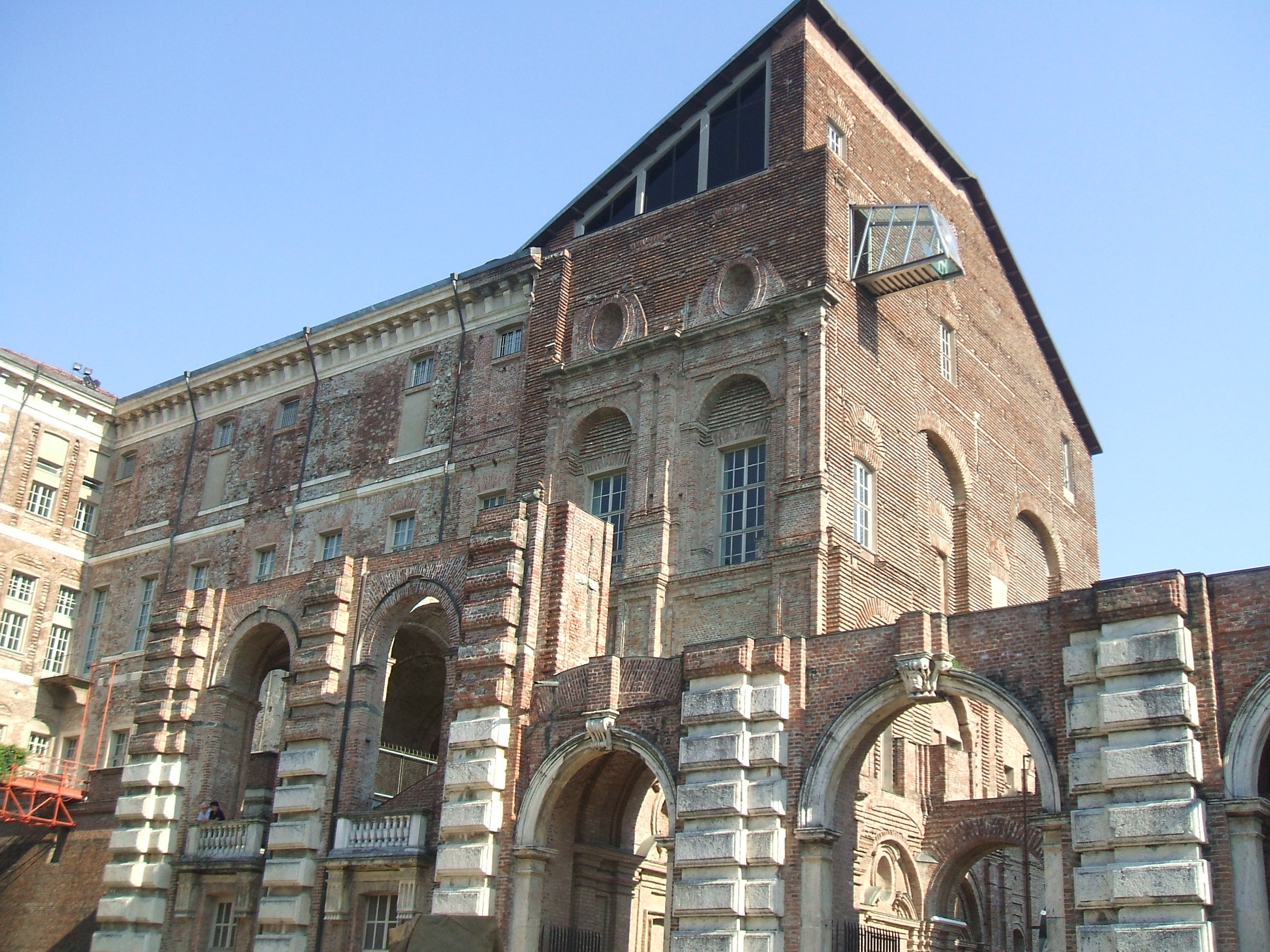
Das Castello di Rivoli 15 km westlich von Turin

Sohn und Nachfolger Emanuel Philibert (Regierungszeit 1553–1580) bemühte sich zielstrebig, das Herzogtum zurückzugewinnen, was ihm schließlich auch gelang. Bereits als Erbprinz wurde der von den Franzosen vertriebene Emanuel Philibert zu einem der bedeutendsten Feldherren des Kaisers. 1547 im Schmalkaldischen Krieg diente er Karl V., der ihn 1556 zum Statthalter der habsburgischen Niederlande ernannte. Als der italienische Krieg unter dem spanischen König Philipp II. auf die Grenzregion zwischen Frankreich und Flandern übergriff, wurden die Franzosen 1557 von den von Emanuel Philibert angeführten Spaniern in der Schlacht bei Saint-Quentin vernichtend geschlagen. Dank diesem Triumph sicherte sich der Herzog bei den Friedensverhandlungen einen Platz am Konferenztisch. Im Vertrag von Cateau-Cambrésis konnte er 1559 die Unabhängigkeit Savoyens durchsetzen und er gelangte wieder in den Besitz der meisten seiner angestammten Territorien. Zur Beilegung des Konflikts zwischen Frankreich und Savoyen trug auch die gleichzeitig arrangierte Ehe zwischen dem Herzog und Margarethe von Frankreich, Tochter des verstorbenen Königs Franz I. und Schwester des amtierenden französischen Monarchen Heinrich II., bei. 1561 unterzeichnete Emanuel Philibert das Edikt von Rivoli, welches Latein als Amtssprache in seinem Herrschaftsbereich durch die französische (nordwestlich der Alpen) beziehungsweise die italienische Sprache (südöstlich der Alpen) ablöste. 1563 verlegte Emanuel Philibert die Hauptstadt des Herzogtums von Chambéry nach Turin. 1565 sah sich das politisch isolierte Bern gezwungen, das Pays de Gex und das Chablais an Savoyen zurückzugeben. Genf dagegen blieb für das Herzogtum verloren. Der Versuch von Emanuel Philibert 1580 die Nachfolge seines verstorbenen Onkels Heinrich I. von Portugal anzutreten, erwies sich rasch als hoffnungsloses Unterfangen; letztlich ging die portugiesische Krone an Philipp II. von Spanien.

### Haus Savoyen verlagert sein Zentrum ins Piemont

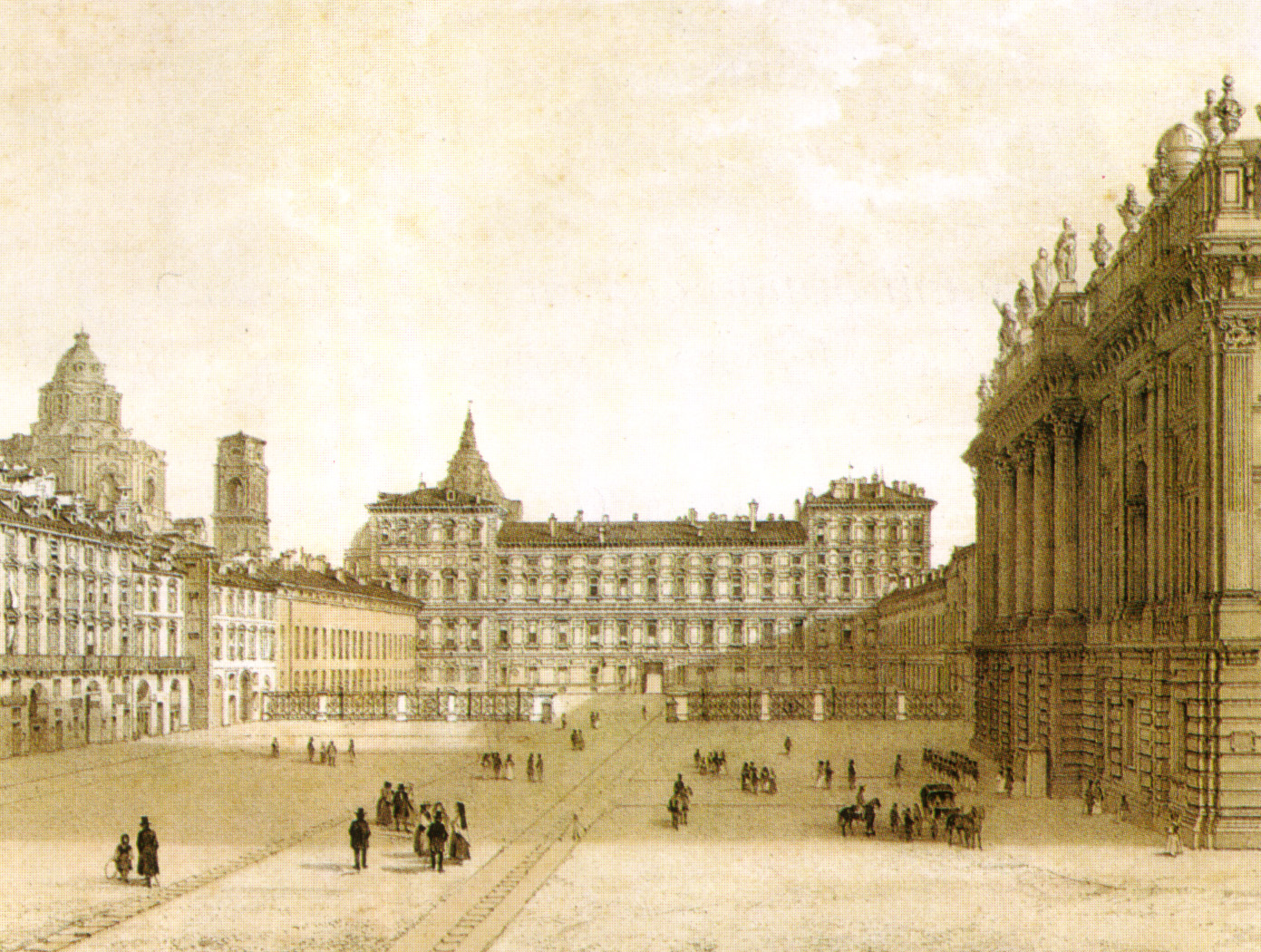
Die Piazza castello mit dem Palazzo reale von Turin im 19. Jahrhundert

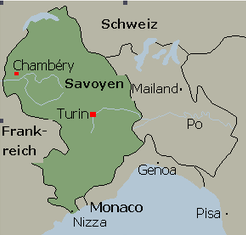
Emanuel Philibert verlegte 1563 die Hauptstadt seines Herzogtums von Chambéry nach Turin.

Ab 1630 zeigt das Savoyer Wappen im ersten Feld das Anspruchswappen auf die Königreiche Jerusalem, Zypern und Armenien. Die Ansprüche waren ein halbes Jahrhundert zuvor von der gestürzten Königin Charlotte der Familie ihres verstorbenen Mannes Ludwig von Savoyen vererbt worden.

1559 fanden die Kämpfe zwischen Österreich/Spanien und Frankreich um die Vorherrschaft in Italien ihr vorläufiges Ende. Im Frieden von Cateau-Cambrésis einigten sie sich auf eine politische Ordnung der Apennineninsel, die bis zum Spanischen Erbfolgekrieg Bestand hatte.

1563 wurde das Wappen Sachsens, Westfalens und Engerns in das Wappen von Savoyen aufgenommen. Damit sollte eine angebliche Abstammung von Widukind dargestellt werden.

Emanuel Philibert hatte eine respektable Armee geschaffen, die von seinen Nachfolgern weiterentwickelt wurde und bis ins 19. Jahrhundert Savoyens relative Stärke begründet hat. Mit Ausnahme Venedigs waren die übrigen italienischen Staaten fortan militärisch bedeutungslos und konnten schon deshalb auf der internationalen Ebene keine Rolle mehr spielen. Der spanische Absolutismus, welcher Italien dominierte, war statisch. Er garantierte die Ruhe auf der Halbinsel und beschützte sie vor Türken und Barbaresken, aber er verhinderte, anders als der westeuropäische Absolutismus, eine wirtschaftliche Modernisierung und bürgerliche Aktivitäten größeren Ausmaßes.
Auf Emanuel Philibert folgte der achtzehnjährige Karl Emanuel I. (Regierungszeit 1580–1630), auch der Große genannt, der zu einem ambitiösen und selbstbewussten Regenten heranwuchs. 1585 heiratete er Catalina von Spanien, die zweite Tochter des spanischen Königs Philipp II. Karl Emanuel nutzte die Schwächung Frankreichs, während dieses im Innern mit den Hugenottenkriegen beschäftigt war, aus und eroberte 1588 die Markgrafschaft Saluzzo im Piemont. 1601 anerkannte Frankreich im Vertrag von Lyon die savoyardische Herrschaft über Saluzzo, erhielt dafür aber im Austausch die Gebiete Valromey, Bugey, Bresse und das Pays de Gex. Die Rückeroberung des calvinistischen „Ketzernestes“ Genf hatte für den Herzog in seiner langen Regierungszeit hohe Priorität, ja wurde zu einer regelrechten Besessenheit. 1602 schickte Karl Emanuel in der sogenannten Escalade de Genève seine Söldner nach Genf, die Einnahme der Stadt missglückte jedoch gründlich. Im Frieden von Saint-Julien anerkannte der Herzog 1603 die Unabhängigkeit der aus politischen wie religiösen Gründen lange bekämpften Rhonestadt. Der 1610 mit dem französischen König Heinrich IV. abgeschlossene Vertrag von Bruzolo, welcher eine französisch-savoyardische Allianz gegen die habsburgisch-spanische Vorherrschaft in Oberitalien zum Thema hatte, trat vorerst nicht in Kraft, da der König kurz darauf ermordet wurde. Als jedoch dessen Nachfolger Ludwig XIII. die Volljährigkeit erreichte, erhielt der Herzog 1617 französische Unterstützung bei der Rückeroberung von Alba im Piemont und sein Sohn Viktor Amadeus wurde 1619 mit Ludwigs Schwester Christina vermählt. Der ehrgeizige und risikobereite Karl Emanuel I. führte zwischen 1613 und 1617 Krieg um das Herzogtum Mantua oder wenigstens die Markgrafschaft Montferrat zu gewinnen, stieß damit aber auf den Widerstand Spaniens, Österreichs und Venedigs und musste am Ende froh sein, dass er einen Frieden ohne territoriale Verluste erzielte. Inzwischen war der Dreißigjährige Krieg ausgebrochen, in dem der Erbstreit um das Herzogtum Mantua (1628–1631) ein Nebenkriegsschauplatz darstellte. In dieser Auseinandersetzung zeigte sich Karl Emanuel als unzuverlässiger Partner: zuerst verbündete er sich mit Spanien, bald darauf aber mit Frankreich und wenig später erklärte er sich für neutral. 1630 setzte Kardinal Richelieu dem Taktieren des Herzogs ein Ende und ließ Savoyen-Piemont von einer französischen Armee einnehmen. Karl Emanuel verstarb im selben Jahr unerwartet an akutem Fieber.
Sein Sohn Viktor Amadeus I. (Regierungszeit 1630–1637), der die meiste Zeit seiner Jugend am spanischen Hof in Madrid verbracht hatte, beerbte ihn in wenig mehr als dem Herzogstitel. Die Politik seines Vaters hatte dazu geführt, dass sowohl die Beziehungen zu Frankreich wie auch jene zu Habsburg zerrüttet waren. 1631 musste der Herzog als Besiegter den Vertrag von Cherasco unterzeichnen, der den mantuanischen Erbfolgekrieg beendete, und unter der Direktive von Kardinal Richelieu kam 1635 der Vertrag von Rivoli zustande, in dem Viktor Amadeus verpflichtet wurde, eine anti-habsburgische Koalition in Oberitalien zu bilden. Dort gelangen ihm zwei Siege: 1636 in der Schlacht von Tornavento und in der Schlacht von Mombaldone. Im selben Jahr verstarb Viktor Amadeus in Turin.

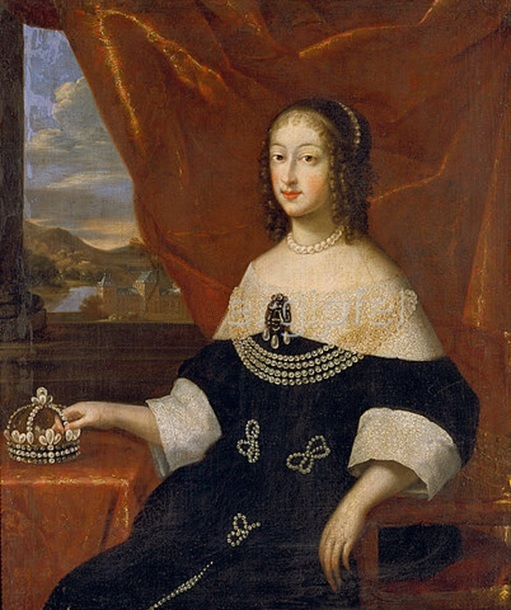
Christine von Frankreich 1633

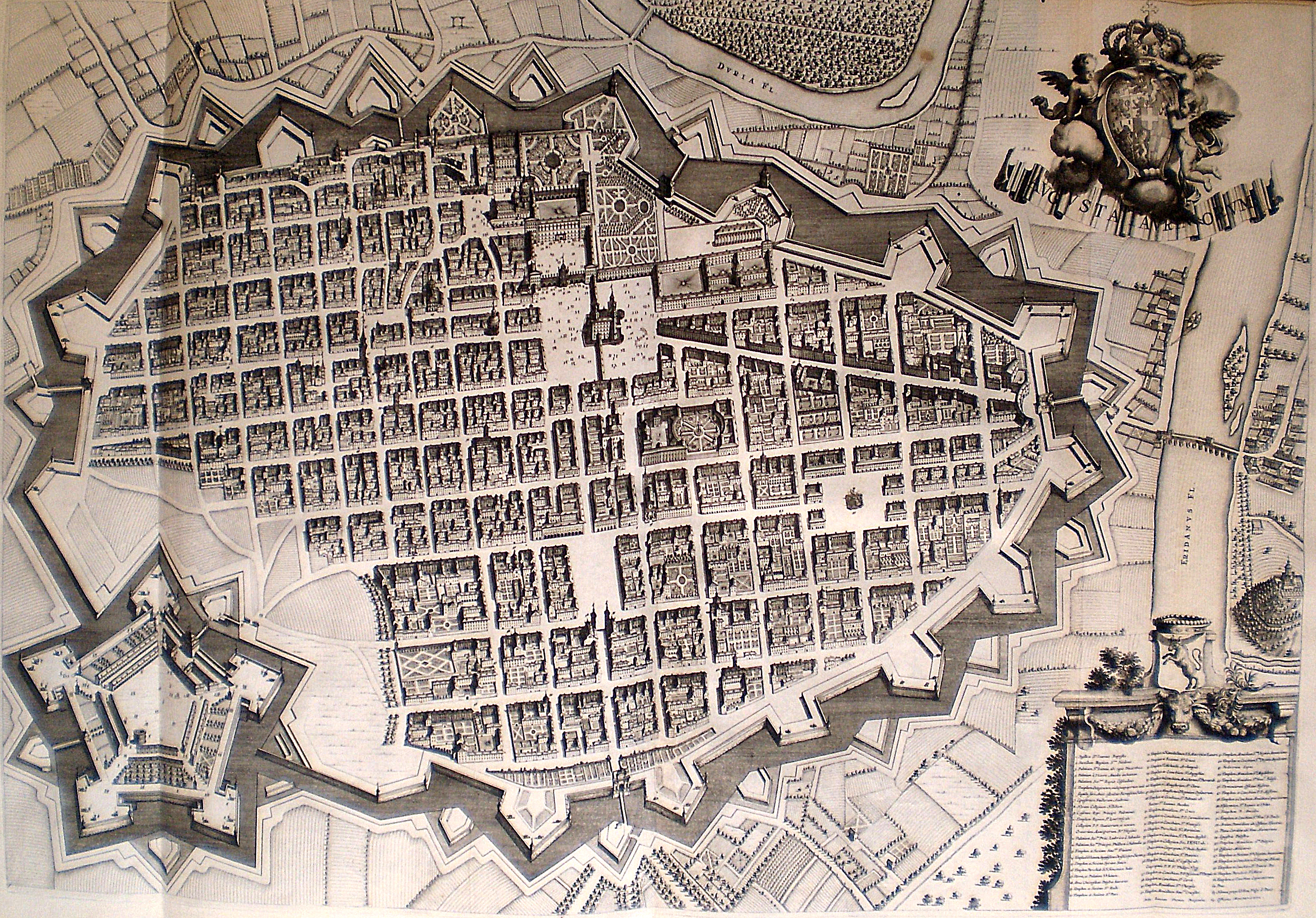
Turin 1674

Nach dem Tod Viktor Amadeus I. übernahm seine Frau Christina von Frankreich (faktische Regierungszeit 1637–1663), Schwester des französischen Königs Ludwig XIII., die Vormundschaft über die beiden Söhne Franz Hyazinth (1632–1638) und Karl Emanuel II. (1634–1675) und damit die Regentschaft über Savoyen-Piemont. Die beiden jüngeren Brüder des Vorgängers Viktor Amadeus I. und seiner Ehefrau Katharina Michaela von Spanien Moritz von Savoyen und Thomas von Savoyen verwickelten die Witwe darauf in einen vierjährigen Erbfolgekrieg. Sie befürchteten, dass die französische Krone die Dominanz über Savoyen-Piemont behalten und ausbauen könnte. 1638 ersuchte Thomas in Madrid für seine Ambitionen und die seines Bruders um Hilfe, doch die Spanier reagierten zögerlich und schließlich wurde das Komplott von französischer Seite aufgedeckt. Kardinal Richelieu erließ 1639 einen Haftbefehl gegen Thomas, dieser kehrte jedoch nicht wie erwartet als Privatperson in das Piemont zurück, sondern in Begleitung einer von Spanien unterstützten Söldnertruppe. Dies war der Auslöser für den Piemontesischen Bürgerkrieg, in dem Christina mit französischer Hilfe zuletzt die Oberhand behielt. Im Friedensschluss von 1642 zwang sie ihren fünfzigjährigen Schwager Moritz, die Kardinalswürde abzulegen und ihre erst vierzehnjährige Tochter Ludovica Cristina von Savoyen zu heiraten. Später zeigte es sich aber, dass Christina bei all dem sehr wohl darauf bedacht war, den Einfluss Frankreichs auf Savoyen-Piemont einzudämmen.
Karl Emanuel II. (faktische Regierungszeit 1663–1675) übernahm die Herrschaft erst als Neunundzwanzigjähriger nach dem Tod seiner Mutter. Als Erbprinz verfolgte er die piemontesischen Waldenser rigoros, was 1665 in ein Massaker an den Andersgläubigen mündete. Das brutale Vorgehen in dieser Sache rief den englischen Regenten Oliver Cromwell auf den Plan, der seinen Unterhändler Samuel Morland nach Oberitalien schickte, um den Waldensern beizustehen. 1672/1673 führte der Herzog einen Krieg gegen Genua, doch verfehlte er sein Ziel, in Ligurien einen Zugang zum Mittelmeer zu erkämpfen. Im Allgemeinen gelang es ihm jedoch, den Handel zu beleben und das wirtschaftliche Gewicht des Herzogtums zu mehren. Er baute den Hafen von Nizza aus und ließ einen alten Alpenübergang in Richtung Frankreich durch das Chartreuse-Gebirge ausbauen, den sogenannten Chemin des Grottes des Échelles bei Saint-Christophe-la-Grotte. Ein großes, 1674 errichtetes Denkmal an dieser Straße erinnert an den Herzog. Er hob das Söldnerwesen auf und ersetzte es durch ein stehendes Heer ausgestattet mit Kavallerie, Infanterie und einheitlichen Uniformen. Seine Mutter Christina hatte 1645 den Auftrag für die Errichtung des Palazzo Reale in Turin gegeben. Karl Emanuel II starb 1675 in der Hauptstadt.

### Savoyen-Piemont trotzt der Hegemonie Frankreichs

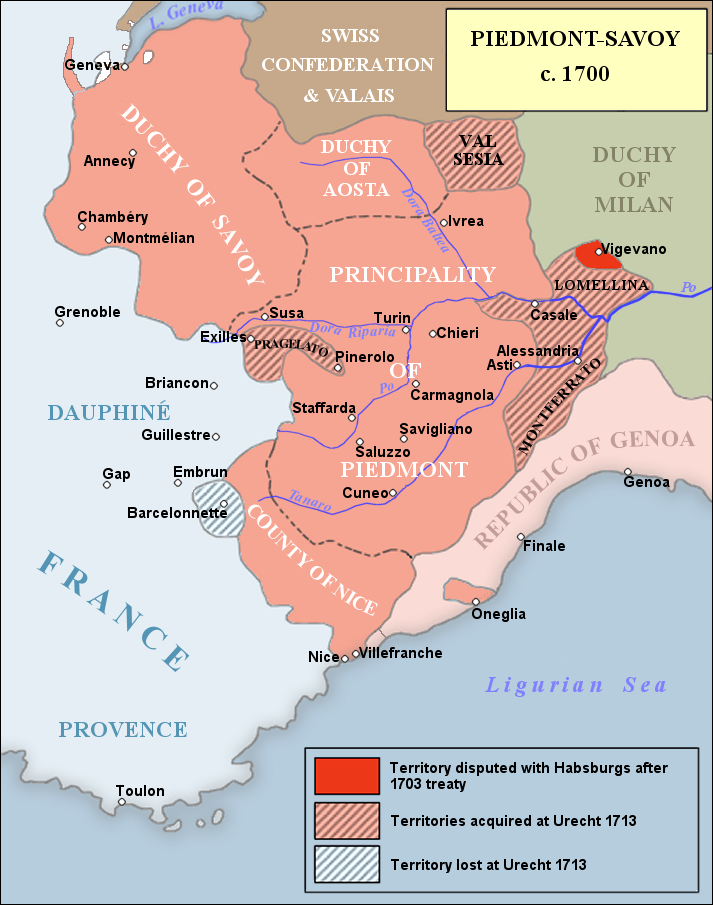
Savoyen-Piemont 1690 unter Viktor Amadeus II.:
• Fürstentum Piemont mit der Hauptstadt Turin,
• Herzogtum Savoyen, • Grafschaft Nizza, • Grafschaft Aosta

Die Belagerung Turins 1706
Museo del Risorgimento, Torino

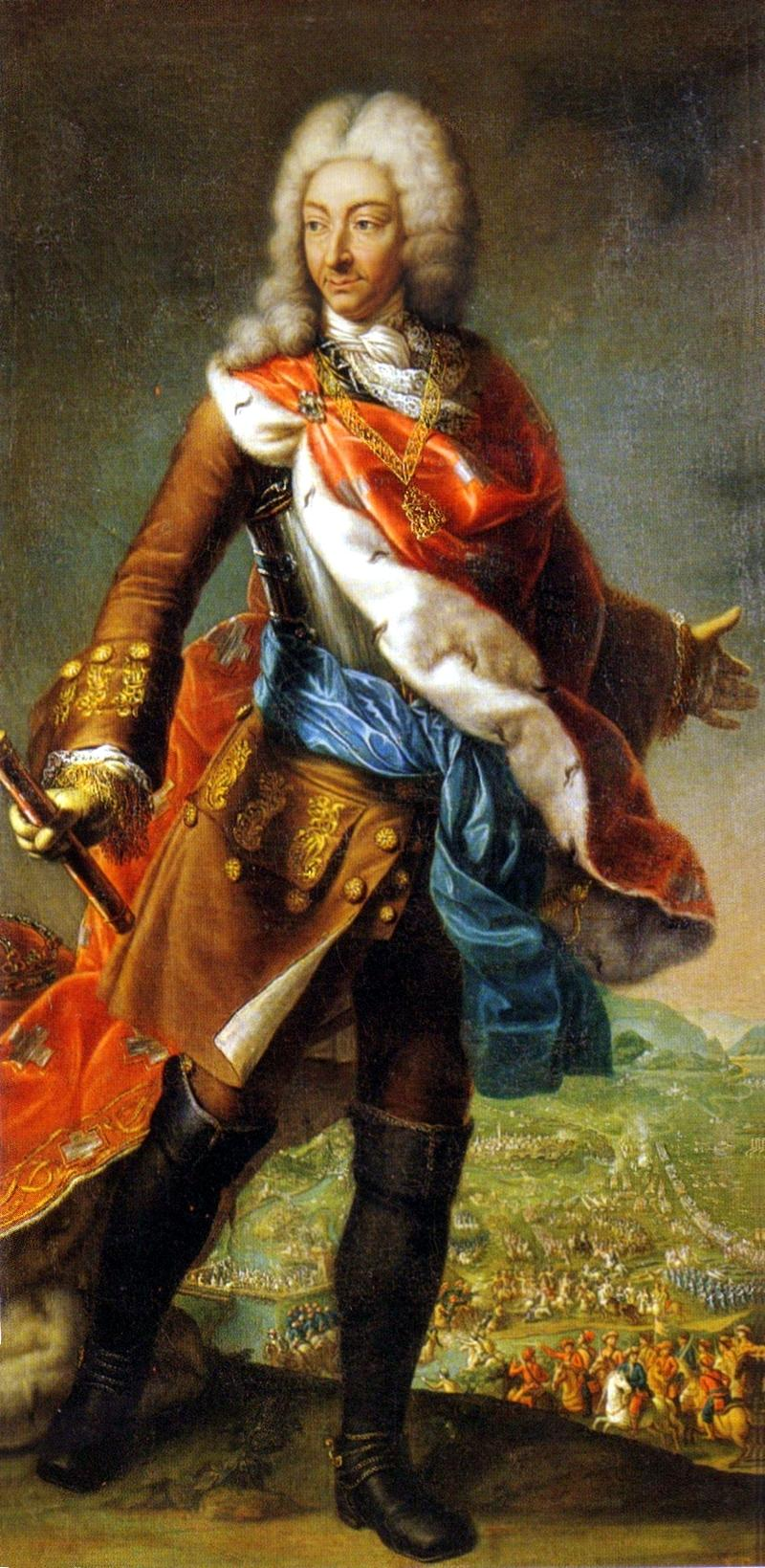
Viktor Amadeus während der Belagerung von Turin

Ihm folgte sein einziger Sohn Viktor Amadeus II. (effektive Regierungszeit 1684–1730). Dessen Minderjährigkeit wurde mit der Regentschaft seiner fähigen, aber herrischen Mutter Maria Johanna von Savoyen, Madame Royale genannt (effektive Regierungszeit 1675–1684), überbrückt. Auf ihr Betreiben und jenes des französischen Königs Ludwig XIV. heiratete Viktor Amadeus 1684 Anne Marie d’Orléans, eine Nichte des „Sonnenkönigs“. Im selben Jahr drängte der achtzehnjährige Herzog seine Mutter zum Rücktritt, um die Geschicke von Savoyen-Piemont selbst in die Hand zu nehmen. Ludwig XIV., der seinen Neffen Viktor Amadeus fast wie einen Vasallen behandelte – dies, obwohl das Herzogtum eigentlich Bestandteil des Heiligen Römischen Reichs war – verpflichtete den Herzog, seine waldensischen Untertanen zu verfolgen, viele fanden in der (reformierten) Schweiz Aufnahme. Zu Beginn des Pfälzischen Erbfolgekriegs trat Viktor Amadeus 1690 der Augsburger Liga (ein Defensivbündnis Österreichs, Spaniens und der Republik Venedig gegen die Hegemonie Frankreichs), bei. Im selben Jahr wurde der Herzog in der blutigen Schlacht bei Staffarda vom General Nicolas de Catinat geschlagen. In der Folge überrannte die französische Armee große Teile von Savoyen-Piemont; allerdings blieb die Hauptstadt Turin unter der Kontrolle des Herzogs. 1692 drang Viktor Amadeus in einer Vergeltungsaktion in die Dauphiné ein und verwüstete dort weite Landstriche. 1693 wurde die savoyische Armee in der Schlacht bei Marsaglia von den Franzosen erneut geschlagen, und daraufhin sah sich der Herzog gezwungen, aus der Augsburger Liga auszutreten. 1696 musste er sich im Vertrag von Turin und im Vertrag von Vigevano mit Frankreich verständigen. Der Pfälzische Erbfolgekrieg endete 1697 mit dem Frieden von Rijswijk. Im Jahr 1701 folgte der Spanische Erbfolgekrieg, in welchem der Herzog zuerst auf der Seite Frankreichs und Spaniens stand. Doch das Haus Savoyen war der französischen Bevormundung schon seit langer Zeit überdrüssig und hätte im Falle eines Sieges von Frankreich und Spanien keine Vorteile erwarten können. Dies bewog Viktor Amadeus dazu, sich 1703 Österreich anzuschließen, womit er sich jedoch einem Zweifrontenkrieg aussetzte, der sowohl aus Frankreich, wie auch aus dem spanischen Herzogtum Mailand vorangetrieben wurde. 1706 begann die Belagerung von Turin, doch in der für das Haus Savoyen fraglos schicksalhaften Schlacht von Turin obsiegte Viktor Amadeus besonders auch dank der militärischen Unterstützung durch seinen Cousin Prinz Eugen von Savoyen, der im Dienste Österreichs stand. Die Franzosen erlitten in diesem Kampf hohe Verluste und wurden aus dem Land verjagt. 1708 eroberte Viktor Amadeus die Markgrafschaft Montferrat und erhielt damit den seit Langem angestrebten Zugang zum Meer auch in Ligurien. Ab 1709 erklärte sich der Herzog neutral. Beim Frieden von Utrecht, der den Spanischen Erbfolgekrieg beendete, war Savoyen-Piemont einer der Nutznießer der europäischen Umwälzungen: Das Herzogtum erhielt die zuvor von Frankreich besetzten Gebiete zurück und blieb von da an bis zum Ende des Ancien Régime in Frankreich unbehelligt.

## Neuere Geschichte

### Könige von Sardinien

#### Absolutismus

Großes Wappen des Königs von Sardinien 1720–1815: 1. Viertel: Königreiche Jerusalem und Zypern (Anspruchswappen), 2. Viertel: Sachsen, 3. Viertel: Chablais und Aosta, 4. Viertel: Fürstentum Piemont, Herzogtum Montferrat, Grafschaft Genf und Markgrafschaft Saluzzo, oberes Herzschild: Königreich Sardinien, mittleres Herzschild: Savoyen, Schildfuß: Grafschaft Nizza, umgeben von der Collane des Annunziaten-Ordens

Mit dem Vertrag von Utrecht wurden die sogenannten Nebenlande der Spanier 1713 aufgeteilt. Dabei erhielt Savoyen-Piemont neben westlichen Randgebieten des Herzogtums Mailand vor allem das Königreich Sizilien. Wie es dem damaligen Zeitgeist entsprach, regierte der in Palermo gekrönte Monarch absolutistisch über sein erweitertes Reich. Sizilien ließ sich allerdings nicht behaupten: Im Vertrag von Den Haag von 1720 kamen Karl VI. von Habsburg und Viktor Amadeus überein, Sizilien und Sardinien zu tauschen (siehe Krieg der Quadrupelallianz). Die Herrscher des Hauses Savoyens trugen von da an bis zur Gründung des italienischen Königreichs den Titel König von Sardinien. Viktor Amadeus trat 1730 zugunsten seines Sohnes Karl Emanuel III. zurück und zog sich auf sein Schloss in Saint-Alban-Leysse bei Chambéry zurück. Im Alter geistig verwirrt, versuchte er nochmals die Krone wiederzugewinnen, aber sein Sohn ließ ihn festnehmen. 1732 starb er als Gefangener im Kloster San Giuseppe di Carignano. Während seiner Amtszeit entstanden unter anderem das Schloss von Stupinigi und die Basilika Superga.

Viktor Amadeus II. kurz vor seiner Abdankung

Karl Emanuel III. (Regierungszeit 1730–1773) nahm auf der Seite Frankreichs am Polnischen Erbfolgekrieg gegen Österreich teil. Für seinen Sieg 1734 bei Guastalla wurde er mit dem Herzogtum Mailand belohnt, das er aber 1736 im Präliminarfrieden von Wien wieder abgeben musste, wobei er aber die Städte Novara und Tortona behalten durfte. Im Österreichischen Erbfolgekrieg nahm er 1742 Partei für Maria Theresia von Österreich. Nachdem Frankreich vorübergehend Savoyen und die Grafschaft Nizza erobert hatte, gelang es ihm 1747 die Franzosen in der Schlacht von Assietta entscheidend zu schlagen. Mit dem Frieden von Aachen 1748, der der Niederlage Frankreichs folgte, gewann er einen Gebietszuwachs in der Po-Ebene, unter anderem die Stadt Vigevano. Auf eine Teilnahme am Siebenjährigen Krieg verzichtete er und zog es stattdessen vor die Reformen im Inneren voranzutreiben, wobei vor allem das neu erworbene Sardinien Nachholbedarf aufwies. Dort lancierte er die Universitäten von Sassari und Cagliari neu. In Chambéry richtete er ein Amt ein, das einen der ersten Katasterpläne seiner Zeit entwickelte, die sogenannten Mappe Sarde; Jean-Jacques Rousseau arbeitete kurzzeitig für dieses Amt. Karl Emanuels Staat, das Königreich Sardinien, inoffiziell auch Sardinien-Piemont (in Frankreich auch États de Savoie) genannt, wurde weiterhin von Turin im Piemont aus regiert.

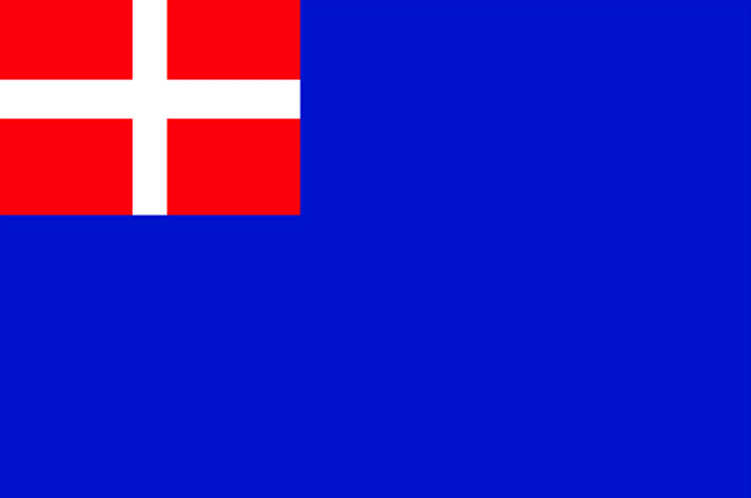
Flagge des Königreichs Sardinien 1728–1802: Savoyenblau mit dem Savoyer Wappen in der Gösch
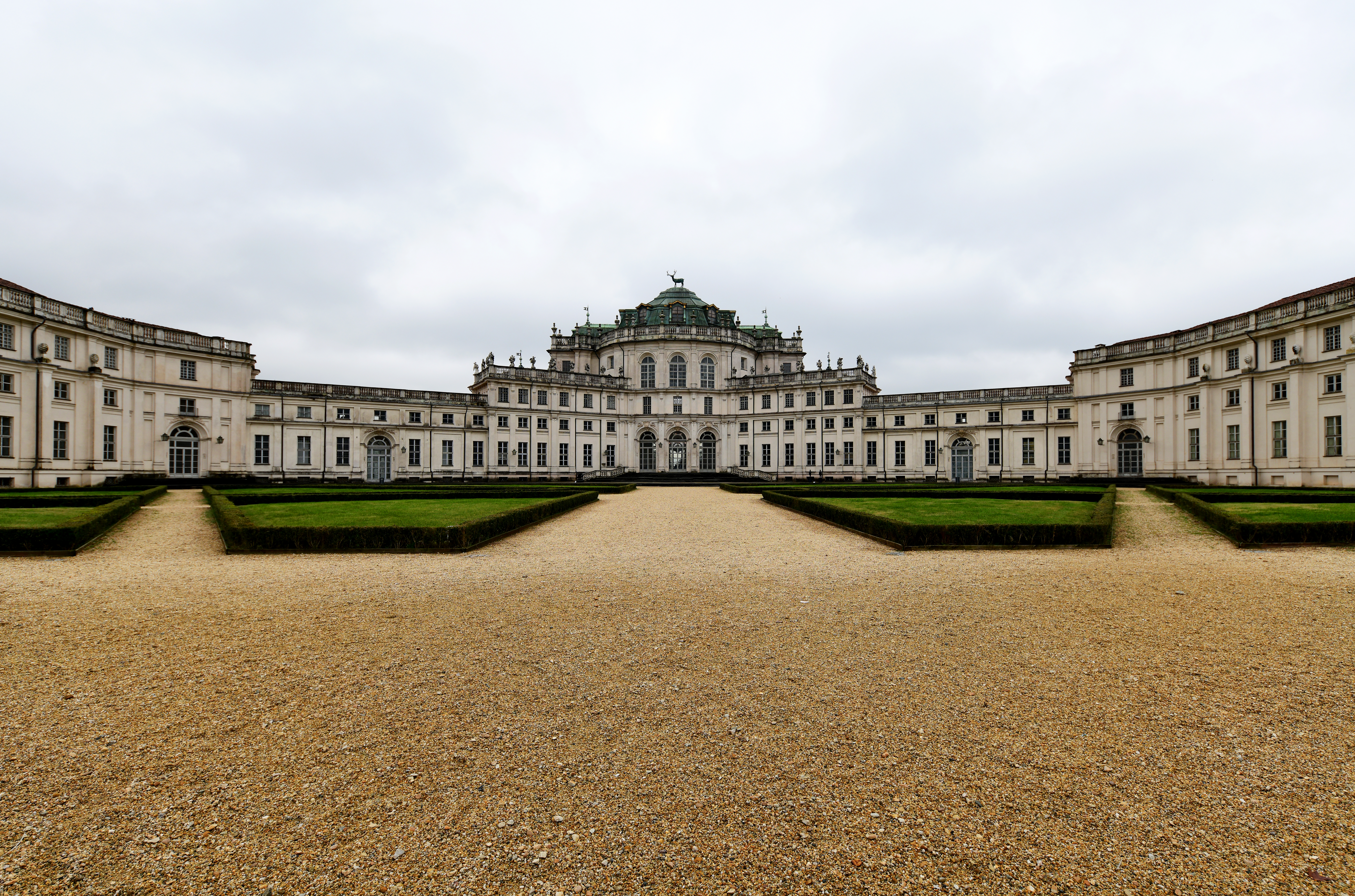
Das Jagdschloss Stupinigi, 10 km südwestlich von Turin.
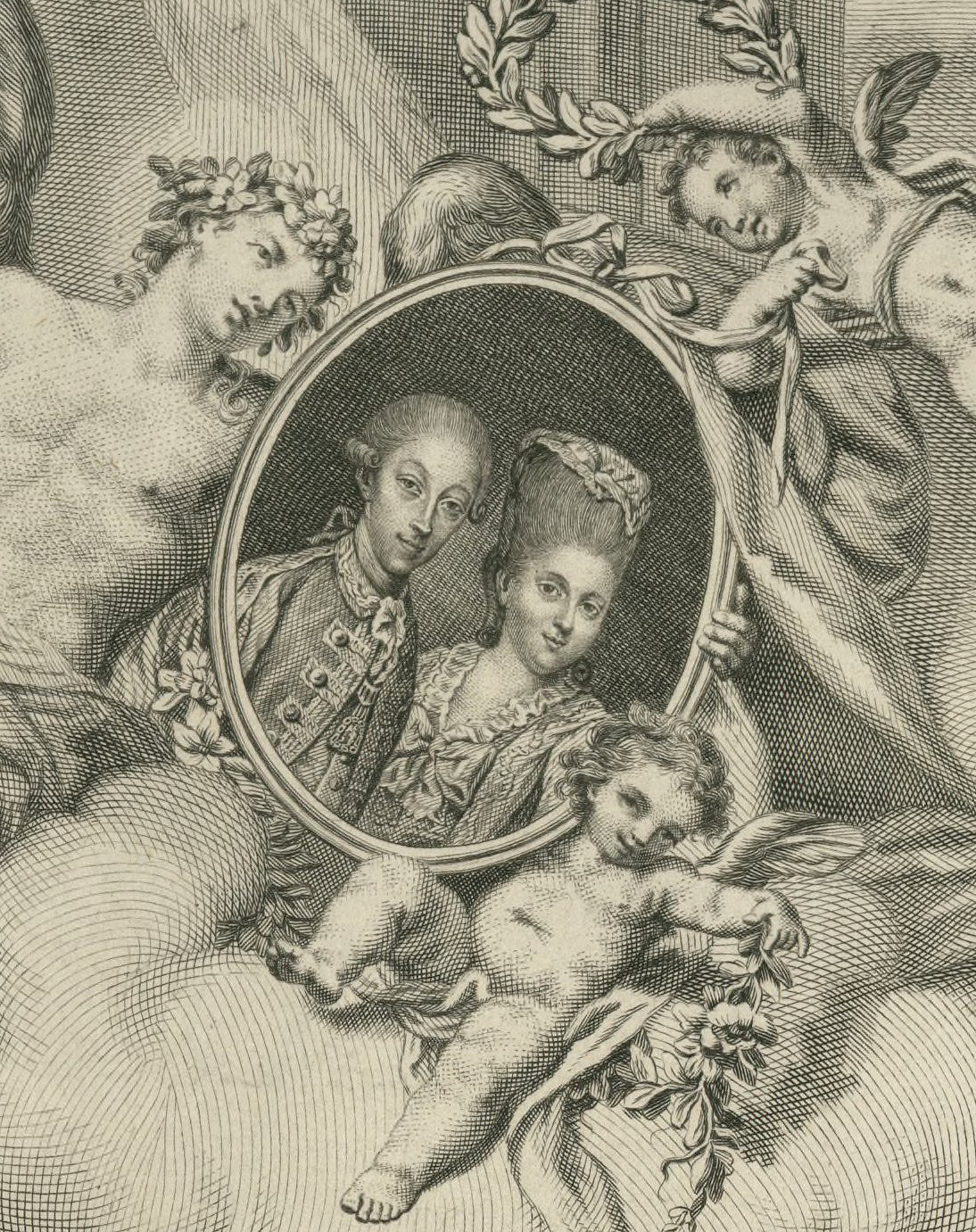
Prinz Karl Emanuel IV. mit seiner Frau Clotilde de Bourbon, 1775
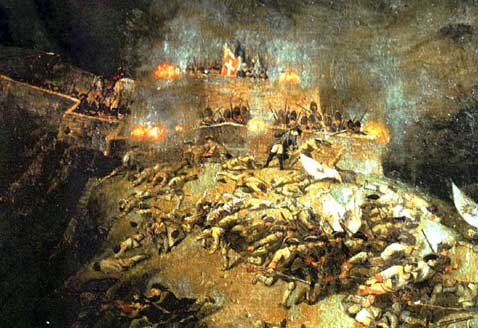
Schlacht von Assietta, 1747: Der Tod des Chevalier de Belle-Isle.
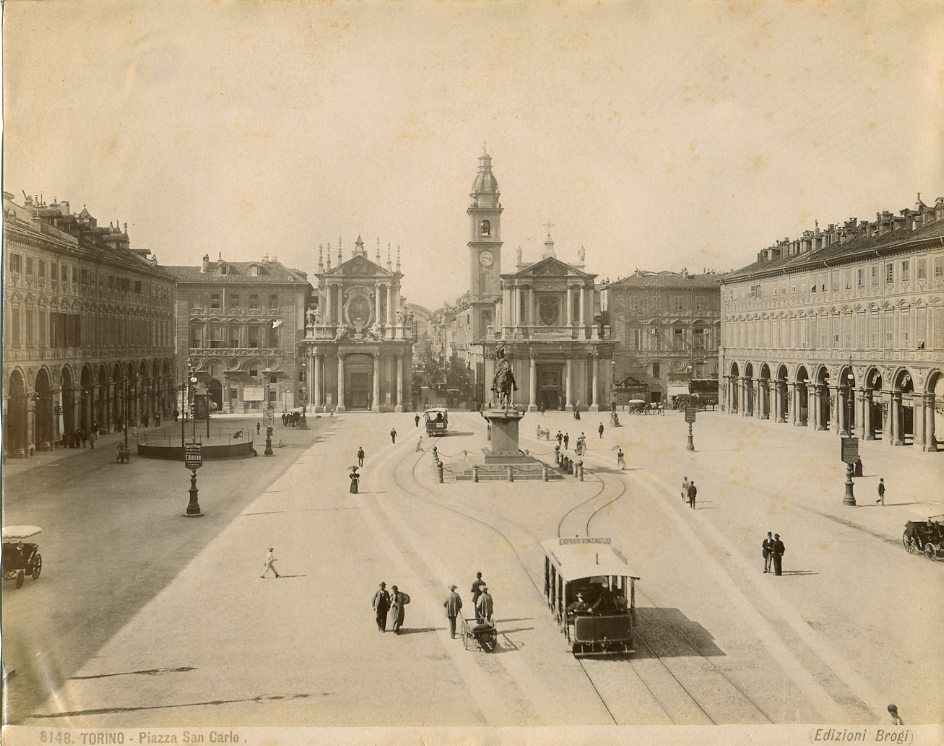
Piazza San Carlo, Turin, um 1875
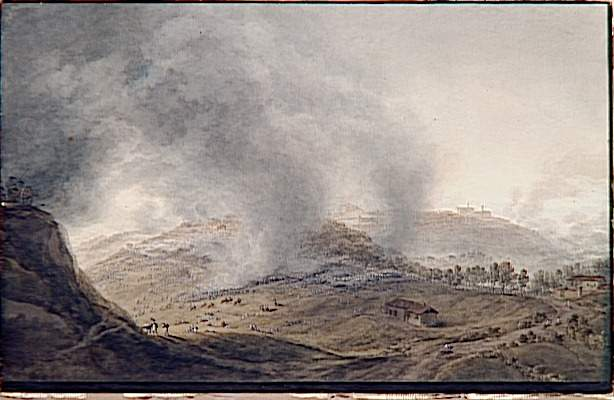
Schlacht bei Mondovì, 1796

#### Französische Revolution und Napoleon I.

Italien im Jahr 1796

Ihm folgte sein Sohn Viktor Amadeus III. (Regierungszeit 1773–1796), der als konservativ und tief religiös beschrieben wird. Beim Ausbruch der Französischen Revolution 1789 nahm er Partei für die Royalisten und kam so in Konflikt mit der Französischen Republik. 1792, noch vor den napoleonischen Feldzügen, beanspruchte die Revolutionsregierung – mit Berufung auf das Prinzip der «natürlichen Grenzen» – Savoyen als das 84. Département von Frankreich und teilten ihm provisorisch den Namen Mont Blanc (heute die Départements Savoie und Haute-Savoie) zu. Daraufhin erklärte Viktor Amadeus Frankreich den Krieg. Savoyen und die Grafschaft Nizza wurden schnell von der französischen Revolutionsarmee besetzt. 1793 wurde die Grafschaft Nizza nach einer Volksabstimmung zum französischen Département Alpes-Maritimes. Östlich der Alpen dagegen konnten sich die Piemonteser – militärisch unterstützt von Österreich – vier Jahre lang gegen die Italienarmee Napoleons behaupten. 1793 hatte der König die Tapferkeitsmedaille (medaglia al valore militare) gestiftet. Dann gingen 1796 in rascher Abfolge drei Schlachten verloren, namentlich die Schlacht bei Montenotte, die Schlacht bei Millesimo und die Schlacht bei Mondovì; darauf rief Frankreich im Piemont die kurzlebige Republik Alba aus. Mit dem Waffenstillstand von Cherasco von 1796 gingen die italienischen Länder an Viktor Amadeus zurück, der allerdings gezwungen wurde, aus der ersten Koalition auszutreten. Im selben Jahr starb Viktor Amadeus III. an einem Schlaganfall. Er hinterließ ein Königreich mit leerer Staatskasse und die beiden wichtigen Länder Savoyen und die Grafschaft Nizza waren von Frankreich annektiert und zudem vom Krieg verwüstet.

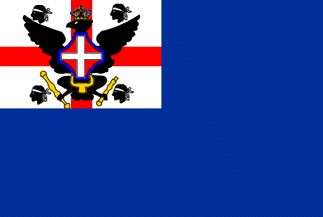
Kriegsflagge des Königreichs Sardinien zur Zeit der Annexion des Piemont

Sein Sohn und Nachfolger Karl Emanuel IV. (Regierungszeit 1796–1802) musste nach Cagliari auf Sardinien fliehen, da die Franzosen unter Joubert 1798 das Piemont erneut besetzt hatten. In Turin wurde am 10. Dezember 1798 die Piemontesische Republik ausgerufen. Während sich Napoleon auf dem Ägyptenfeldzug befand und die österreichisch-russischen Armeen 1799 in Oberitalien Terrain gut machen konnten (Zweiter Koalitionskrieg), landete Karl Emanuel IV. in Livorno in der Hoffnung, wenigstens einen Teil seiner Festlandbesitztümer wiederzugewinnen. Aber Napoleon kehrte zurück und behauptete mit einem brillanten Sieg in der Schlacht bei Marengo im Jahre 1800 seine Stellung in Italien und gründete die Subalpinische Republik, die unter französischer Militärverwaltung blieb, bis sie am 11. September 1802 der französischen Republik angegliedert wurde, aufgeteilt in die Départements Doire, Marengo, Pô, Sésia und Stura. Karl Emanuel dankte 1802 zugunsten seines Bruders Viktor Emanuel I. ab, nicht zuletzt wegen des Todes seiner Gattin, Marie Clothilde von Frankreich im selben Jahr, einer Schwester des inzwischen guillotinierten französischen Königs Ludwig XVI. Das Paar hatte keine Kinder. 1815 trat Karl Emanuel den Jesuiten bei und lebte bis zu seinem Tode in Rom.

#### Restauration

Großes Wappen des Königs von Sardinien 1815–1831: Herzschild: Savoyen, 1. Viertel: Königreich Sardinien, 2. Viertel: Königreiche Zypern und Jerusalem (Anspruchswappen), 3. Viertel: Herzogtum Genua, 4. Viertel: Fürstentum Piemont, darunter der Militärorden von Savoyen, der Orden der Heiligen Mauritius und Lazarus und der Annunziaten-Orden

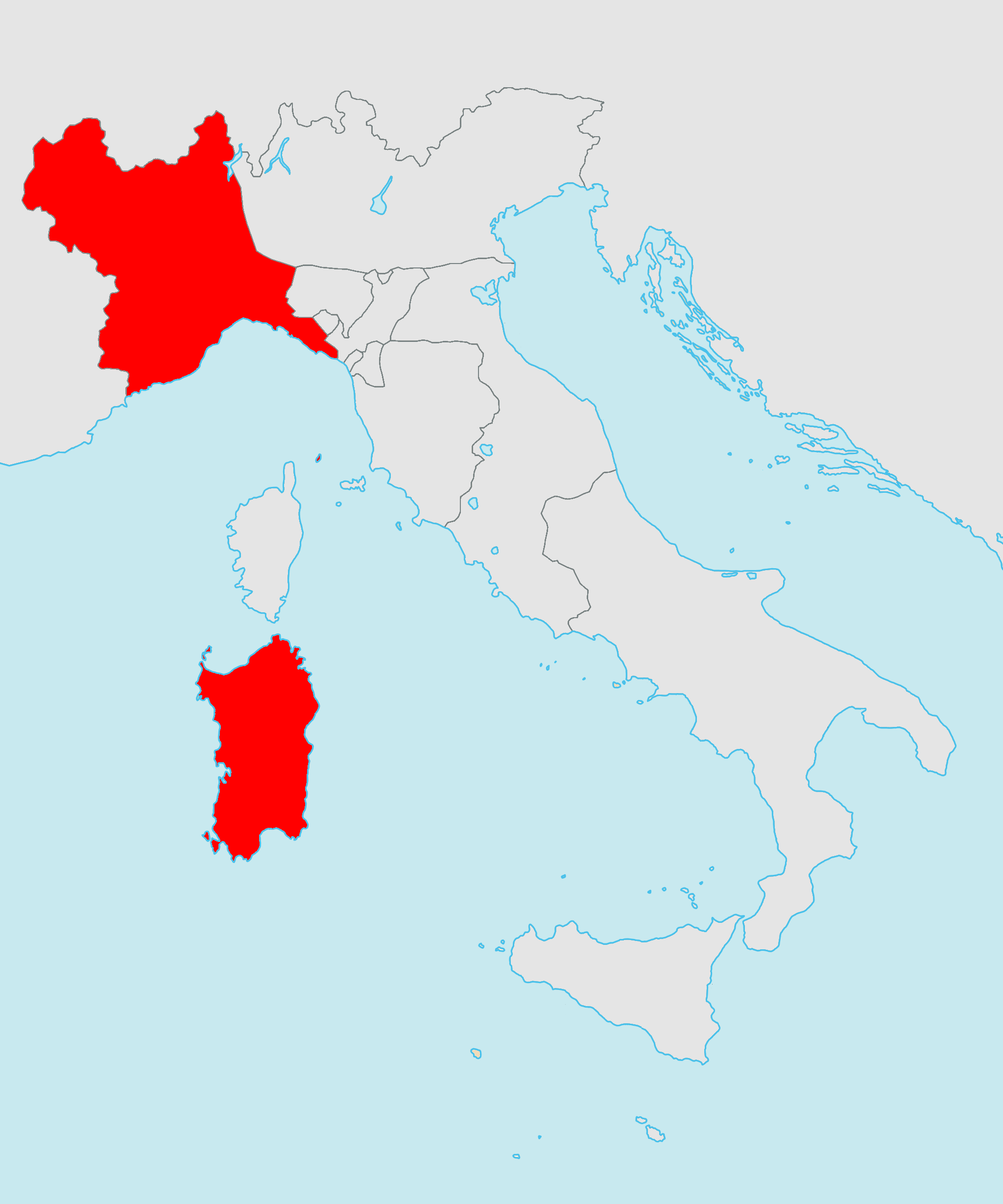
Königreich Sardinien 1815 nach dem Wiener Kongress

Bürgerliche Flagge des Königreichs Sardinien (1816–1848)

Viktor Emanuel I. (Regierungszeit 1802–1821) erhielt nach dem Fall Napoleons 1814 seine Ländereien auf dem Festland zurück und 1815 am Wiener Kongress bekam er außerdem die Republik Genua, welche als Herzogtum Genua dem sardischen Königreich angegliedert wurde. Die Stadt Genua wurde Sitz der Flotte. 1816 trat das Königreich Sardinien mit dem Vertrag von Turin einige Gemeinden im Norden an den Schweizer Kanton Genf ab. Damit wurde die diesbezügliche Vereinbarung von 1754 hinfällig. Viktor Emanuel agierte ganz im Sinne der Restauration: er widerrief den Code Napoléon in seinem Land, stattete sowohl den Adel wie auch den Klerus wieder mit den althergebrachten Privilegien und Ländereien aus und nahm die Verfolgung der Waldenser und Juden wieder auf. Sein Grimm über die Schmach, welche das Haus Savoyen während der Revolutionswirren über sich ergehen lassen musste, war so stark, dass er eine Brücke über den Po und eine Straße über den Mont Cenis, beides unter der französischen Besatzung entstanden, einreißen ließ. Die reaktionäre Haltung des Königs missfiel dem Volk aber zusehends und so kam es zu einem vom Geheimbund Carbonari orchestrierten Aufstand im Piemont. Dermaßen isoliert sah sich Viktor Emanuel 1821 genötigt, zugunsten seines Bruders Karl Felix abzudanken.

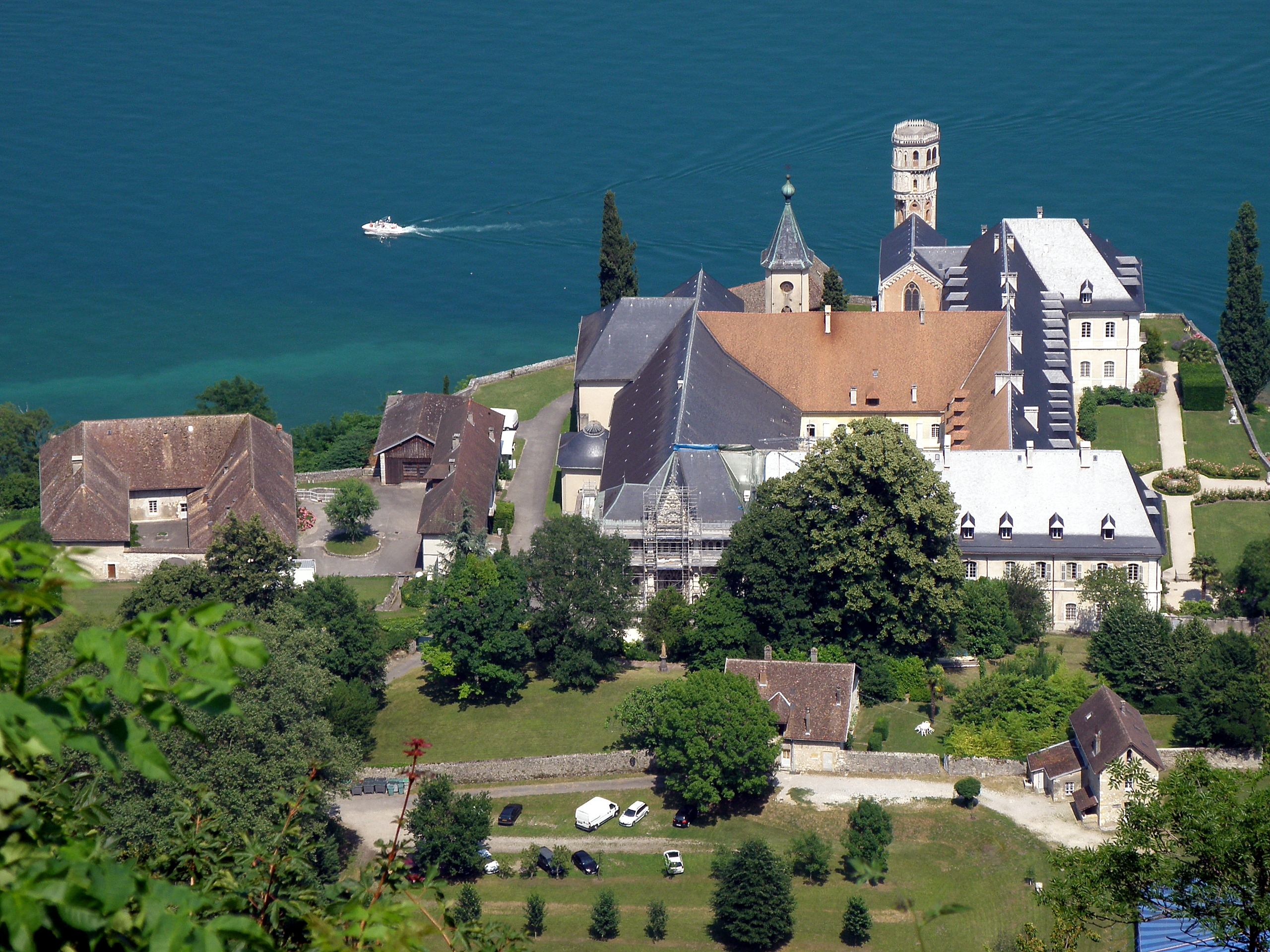
Karl Felix lässt das während der französischen Revolution zerstörte Kloster von Hautecombe in der Nähe von Chambéry wiederherstellen. Viele Herrscher aus dem Hause Savoyen sind hier begraben.

Der designierte König Karl Felix (Regierungszeit 1821–1831) verweilte jedoch zur derselben Zeit in Modena. Die Volksmassen bestürmten daher den Prinzen Karl Albert, Neffe von Viktor Amadeus I., einstweilen an die Spitze des Staates zu treten. Erst nach vielen Bitten erklärte sich derselbe dazu bereit und proklamierte, die italienische Tricolore (il tricolore) in der Hand, die Annahme der spanischen Konstitution. Mit der Unterstützung von 20.000 österreichischen Soldaten marschierte darauf Karl Felix in Richtung Turin und schlug den Aufstand im Piemont nieder. Unter dem Schutz der Habsburger Soldaten, welche noch bis 1823 im Land blieben, begann nun die vollständige Reaktion. Die Waldenser wurden gezwungen bis 1827 ihre Grundstücke zu verkaufen und auszuwandern. Ein königliches Edikt von 1825 erlaubte das Lesen und das Schreiben nur denen, welche ein Vermögen von 1500 Lire besaßen und erteilte die Erlaubnis für ein Studium nur denen, die ein Einkommen von mehr als 1500 Lire ausweisen konnten. 1824 erwarb Karl-Felix vom Konsul Bernardino Drovetti eine große Sammlung altägyptischer Artefakte, welche den Grundstock des Museo Egizio in Turin bilden. Mit Karl Felix’ Tod 1831 starb auch die Hauptlinie des Hauses Savoyen aus.

### Einigung Italiens

#### Karl Albert, 1831–1849

Ab 1833 zeigt das Große Wappen des Königreichs Sardinien (und später Italien) statt der alten Königreiche und Fürstentümer nur noch das Stammwappen des Hauses Savoyen.

Karl Albert aus der Nebenlinie Savoyen-Carignan, die aus Thomas, dem jüngsten Sohn Karl Emanuels I. hervorgegangen war, regierte schon 1821 als Prinzregent für kurze Zeit das Königreich Sardinien. Der in Dresden, Genf und Paris in intellektueller Atmosphäre aufgewachsene und grundsätzlich liberal gesinnte Exponent des Hauses Savoyen-Carignan übernahm 1831 die Staatsgeschäfte erneut. Vorerst setzte er auf Kontinuität und führte die konservative Politik seines Vorgängers fort. Er unterdrückte die Liberalen und ging mit Österreich ein Militärbündnis ein. Nach und nach und auf Druck des erstarkten Bürgertums nahm er aber seinen in der Jugend gepflegten freiheitlichen Kurs wieder auf. 1837 führte er ein auf dem Code civil basierendes Zivilgesetzbuch ein und revidierte das Strafrecht.

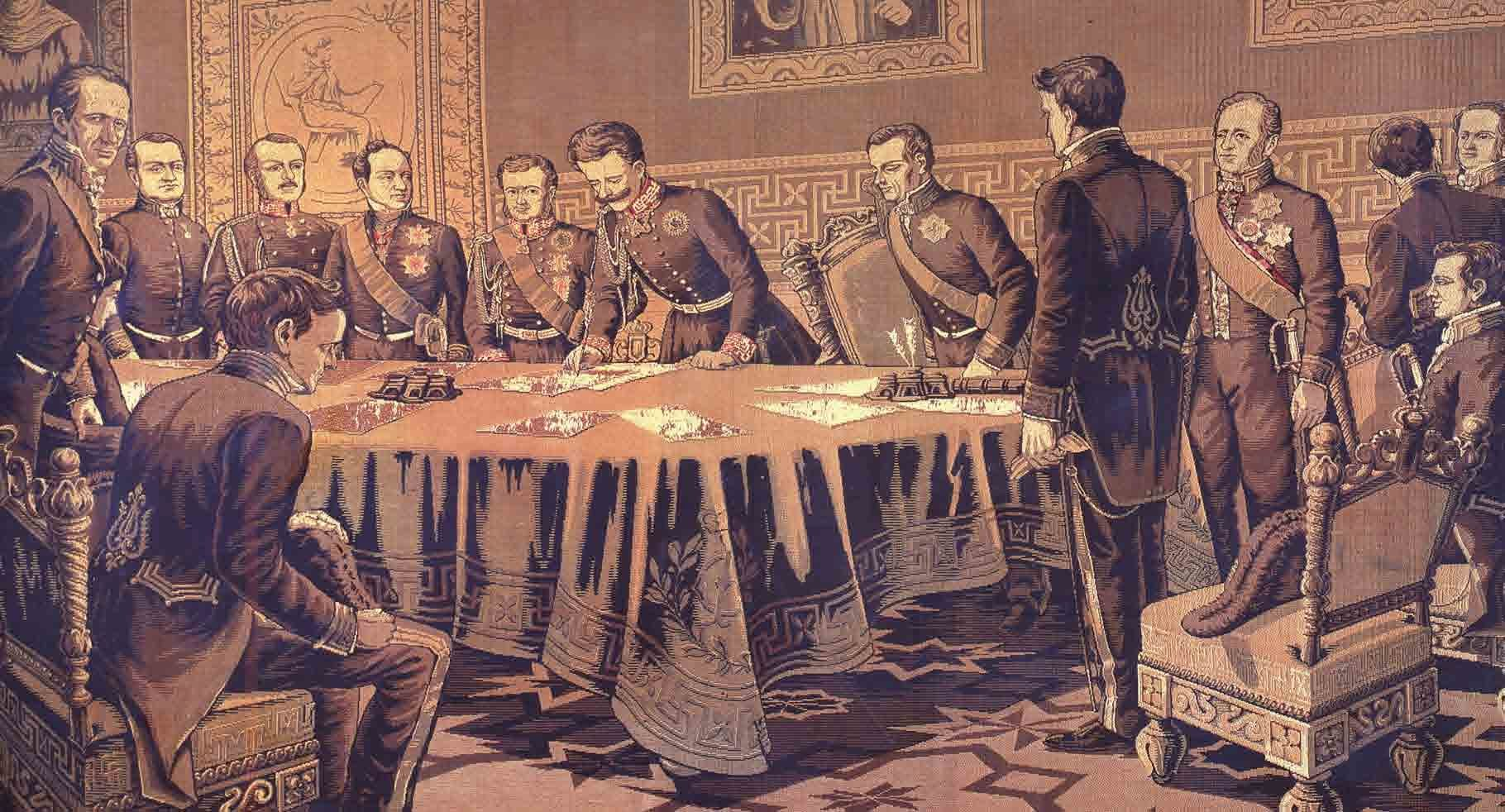
Karl Albert unterzeichnet das Statuto Albertino.

Nach der Februarrevolution von 1848 erließ er am 4. März 1848 das sogenannte Statuto Albertino und ernannte Cesare Balbo zu seinem Premierminister. Damit wurde das Königreich Sardinien zur konstitutionellen Monarchie, wobei sich die Thronfolge auf die Lex Salica stützte. Diese Verfassung blieb grundsätzlich bis 1946 in Kraft und überlebte somit die Umwandlung des sardischen zum italienischen Königreich. Das Statuto Albertino war als solches nur mäßig liberal mit sehr beschränkten parlamentarischen Mitwirkungsrechten und monarchisch-exekutiver Machtfülle. Die waldensische Minderheit erhielt mit den lettere patenti vom 18. März 1848 die Religionsfreiheit, volle bürgerliche Rechte und die Gleichstellung vor dem Gesetz; viele ihrer Angehörigen spielten in den Folgejahren eine große Rolle im liberalen Bürgertum des Königreiches.

Wappen des Königreichs Sardinien 1848–1861 und des Königreichs Italien bis 1870

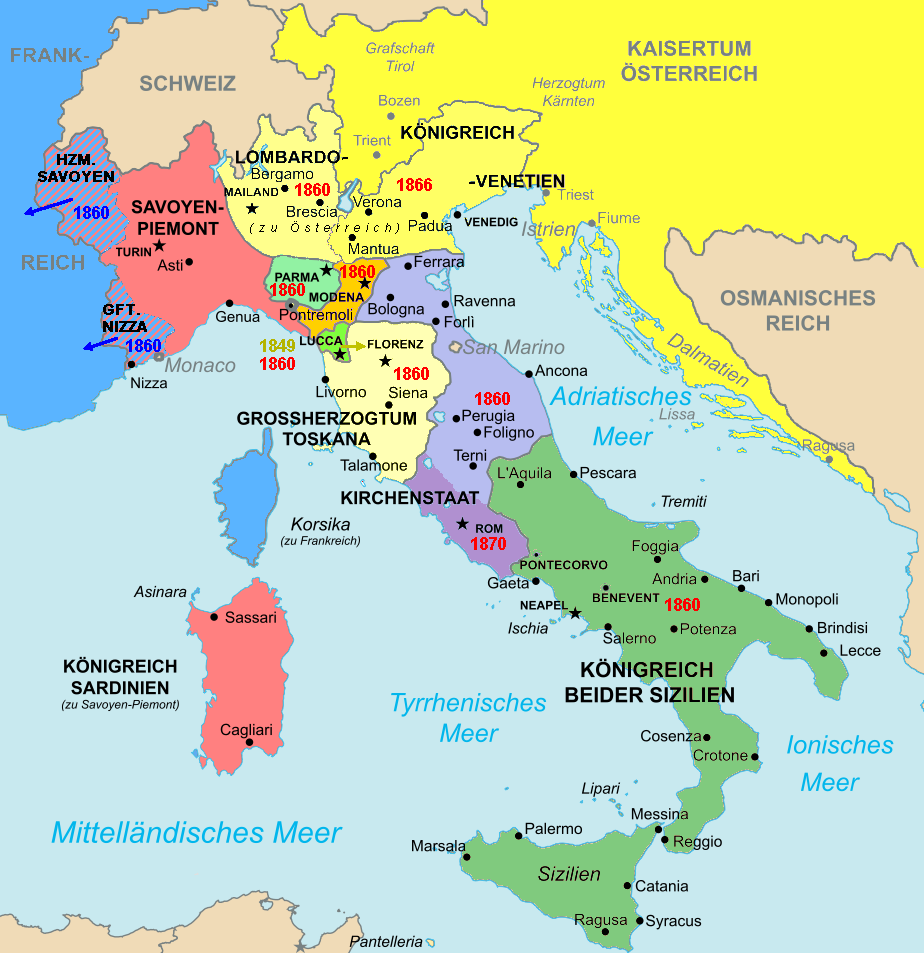
Italien 1843–1870:
gelb und orange = habsburgische Staaten,
grün = bourbonische Staaten,
rote Jahreszahlen = Anschluss an Kgr. Sardinien-Piemont oder Kgr. Italien

Auch in anderen Teilen Europas machten sich 1848 und 1849 Volksaufstände gegen die Restauration des Absolutismus breit. In Italien und in anderen vom Kaisertum Österreich beherrschten Gebieten ging es außerdem auch um die nationale Selbstbestimmung. Im Königreich Lombardo-Venetien brach eine Revolution aus und auch im Großherzogtum Toskana kam es zu Aufständen. Das unabhängige Königreich Sardinien wurde daraufhin von vielen Seiten in Italien aufgefordert, sich an die Spitze der Einigungsbewegung (Risorgimento) zu stellen und den Moment zu nutzen, um die österreichische Herrschaft in Norditalien zu beenden. Daraufhin erklärte Karl Albert, beeinflusst von Cavour, der Donaumonarchie den Krieg. Der piemontesischen Armee schlossen sich 7.000 Männer aus der Toskana an, 10.000 Soldaten wurden vom Kirchenstaat zur Verfügung gestellt, 16.000 vom Königreich Neapel. Nach anfänglichen Erfolgen in der Schlacht von Pastrengo und in der Schlacht von Goito gewannen die konservativen Kräfte aber die Oberhand zurück, und Sardinien wurde 1848 in der Schlacht bei Custozza und 1849 in der Schlacht bei Novara von Österreich geschlagen, womit der erste italienische Unabhängigkeitskrieg endete. Sardinien-Piemont wurde eine gewaltige Kriegsentschädigung auferlegt, um es dauerhaft zu lähmen. Daraufhin dankte Karl Albert zugunsten seines Sohnes Viktor Emanuel II. ab und ging nach Portugal ins Exil, wo er am 28. Juli 1849 im Alter von 50 Jahren starb.
Karl Albert unterstützte Kunst und Wissenschaft. Unter seiner Regentschaft nahmen die Textilindustrie (Rohseide, Baumwolle, Wolle in Biella) und die chemische Industrie in Turin ihren Aufschwung. Ab 1848 verband eine der ersten Eisenbahnlinien Italiens die beiden Städte Turin und Moncalieri. Im Jahre 1838 wurden im Königreich Sardinien 4.650.368 Einwohner gezählt, davon lebten 524.633 auf der Insel.

#### Viktor EmanuelII. 1849–1861/1861–1878

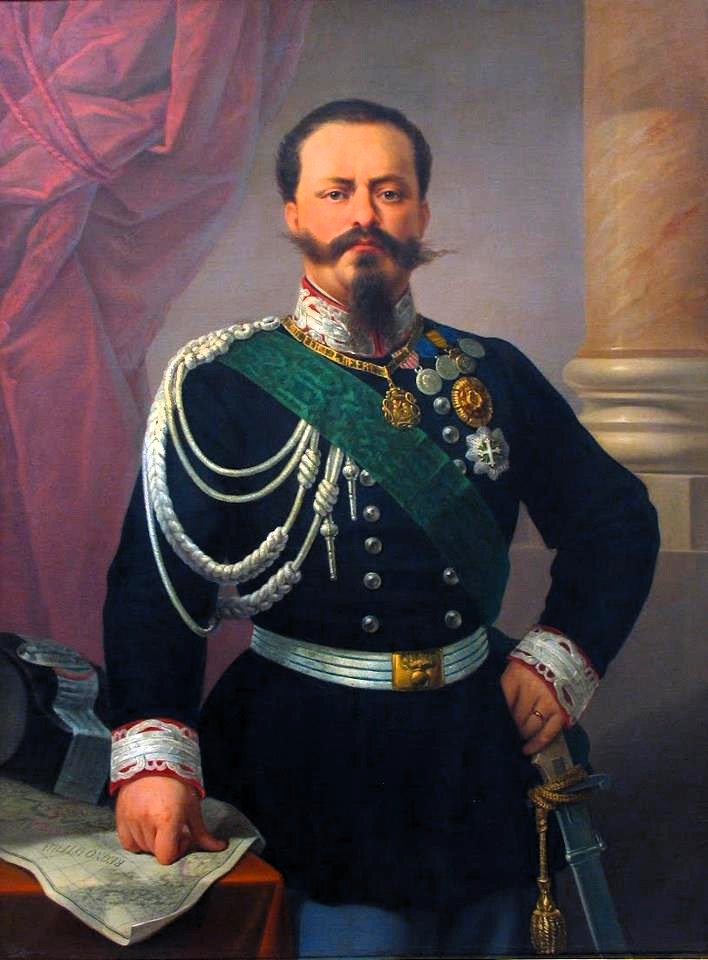
Viktor Emanuel II., erster König des vereinigten Italien

Unter Viktor Emanuel II. (auch Padre della Patria „Vater des Vaterlands“ genannt), ältester Sohn von Karl Albert, gelang die Einigung Italiens. Dabei wurde er von seinem Premierminister Cavour und vom französischen Kaiser Napoleon III. unterstützt.
Nach der sardischen Niederlage bei der Schlacht von Novara verpflichtete sich der König 1849 im Waffenstillstandsabkommen von Vignale zur Zahlung einer Kriegsentschädigung von 75 Millionen französischen Francs an Österreich. Zu diesem Zeitpunkt war Viktor Emanuel aber bereits ein Symbol des Risorgimento geworden. In den Jahren 1853 bis 1856 nahm er auf der Seite Frankreichs, Großbritanniens und des Osmanischen Reiches gegen Russland am Krimkrieg teil und konnte sich damit im Reigen der europäischen Großmächte präsentieren und beweisen. Außerdem setzte sich im Inneren die Entwicklung zu Liberalisierung und Modernisierung fort; unter den Ministerpräsidenten Massimo d’Azeglio und Camillo Benso Conte di Cavour wurde die Trennung von Staat und Kirche eingeführt, das Eigentum der Kirche verstaatlicht und der Einfluss katholischer Orden, wie der Jesuiten, wurde beschränkt.
Im Geheimvertrag von Plombières-les-Bains sicherte sich Cavour 1858 für den Fall eines österreichischen Angriffs auf Sardinien-Piemont die Hilfe Napoleons III. Frankreich sollte Viktor Emanuel um den Preis des Herzogtums Savoyen und der Grafschaft Nizza bei der Erlangung der Krone von Italien unterstützen, wobei auch ausgemacht wurde, dass Sardinien-Piemont die Kriegskosten zu tragen habe. Um dieses Ziel zu erreichen, sollte Österreich zu einem militärischen Erstschlag in Norditalien provoziert werden, was Napoleon III. einen passenden Vorwand gäbe, auf Seite Sardiniens zu intervenieren. Am 1. Januar 1859 beim Neujahrsempfang der ausländischen Diplomaten richtete der französische Kaiser folgende Worte an den österreichischen Botschafter: „Ich bedaure, dass die Beziehungen meiner Regierung zu der österreichischen nicht mehr so gut sind wie früher, aber ich bitte Sie, Ihrem Kaiser zu sagen, dass meine persönlichen Gesinnungen für ihn sich nicht geändert haben.“ Das war in der damaligen Sprache der Diplomatie eine Kriegserklärung, die sofort mit einem allgemeinen Börsensturz beantwortet wurde. Noch deutlicher wurde Viktor Emanuel, als er am 10. Januar desselben Jahres die Sitzung des sardischen Parlaments mit folgenden Worten eröffnete: „Der Horizont, an dem das neue Jahr heraufsteigt, ist nicht ganz heiter. Wir sind nicht unempfindlich für den Schmerzensschrei, der von so vielen Teilen Italiens uns entgegenschallt.“

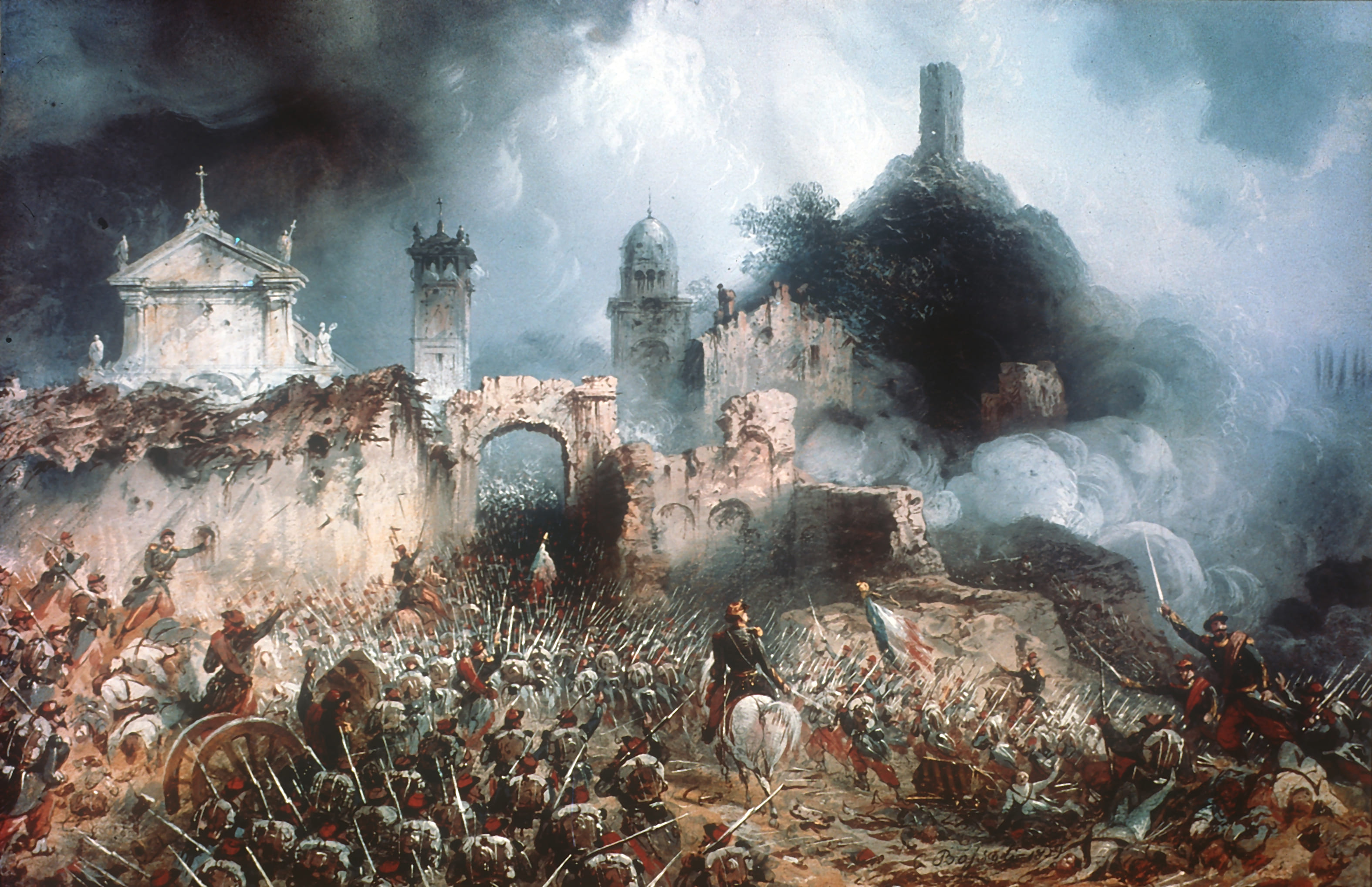
Schlacht von Solferino

Der ausgeklügelte Plan erfüllte sich: Am 29. April 1859 erfolgte unter dem Oberbefehl des Grafen Gyulay der Einmarsch der Österreicher in das Piemont an drei Stellen. Am 24. Juni 1859 in den blutigen Schlachten von Solferino und San Martino wurde die österreichische Armee von Frankreich und Sardinien geschlagen. Der Frieden von Zürich am 10. November 1859 beendete den Sardinischen Krieg. Österreich wurde verpflichtet, die Lombardei an Frankreich abzugeben, und Napoleon III. reichte die Provinz an Sardinien weiter. Das Haus Habsburg musste auch hinnehmen, dass weitere italienische Besitzungen verloren gingen: Sowohl Großherzog Leopold II. von Toskana wie auch Herzog Franz V. von Modena wurden im folgenden Jahr durch Volksabstimmungen abgesetzt, und Italien wurde zu einem Nationalstaat geeint. Venetien verblieb aber zur Enttäuschung Cavours bei Österreich. Im Vertrag von Turin im Jahre 1860 wurde zwischen Napoléon III. und Viktor Emanuel der Anschluss des Herzogtums Savoyen und der Grafschaft Nizza an Frankreich vollzogen. Die Schweiz, die Frankreich die hochsavoyardischen Gebiete Chablais und Faucigny abverlangte, ging im sogenannten Savoyerhandel leer aus. Am 17. März 1861 schließlich wurde Viktor Emanuel offiziell zum König von Italien proklamiert.
Nach dem dritten italienischen Unabhängigkeitskrieg von 1866 erhielt Italien Venetien zugesprochen. Am 26. März 1860 wurden Viktor Emanuel und alle seine Nachkommen vom Papst Pius IX. exkommuniziert. Als Napoleon III., der nicht zuletzt dank der Unterstützung der katholischen Kirche in Frankreich die Macht erlangt hatte, seine Schutztruppen infolge des Beginns des Deutsch-Französischen Krieges 1870 aus Latium abzog, marschierte das italienische Militär fast kampflos in Rom ein. Der Vatikan reagierte darauf mit einer Politik der Abschottung von allem Weltlichen. Dadurch stand der neue italienische Staat über Jahrzehnte im Konflikt mit der einflussreichen Katholischen Kirche, bis zu den Lateranverträgen von 1929. Viktor Emanuel II. starb 1878 in Rom.

### Könige von Italien

#### Umberto I. 1878–1900

Wappen des Königreichs Italien 1870–1890

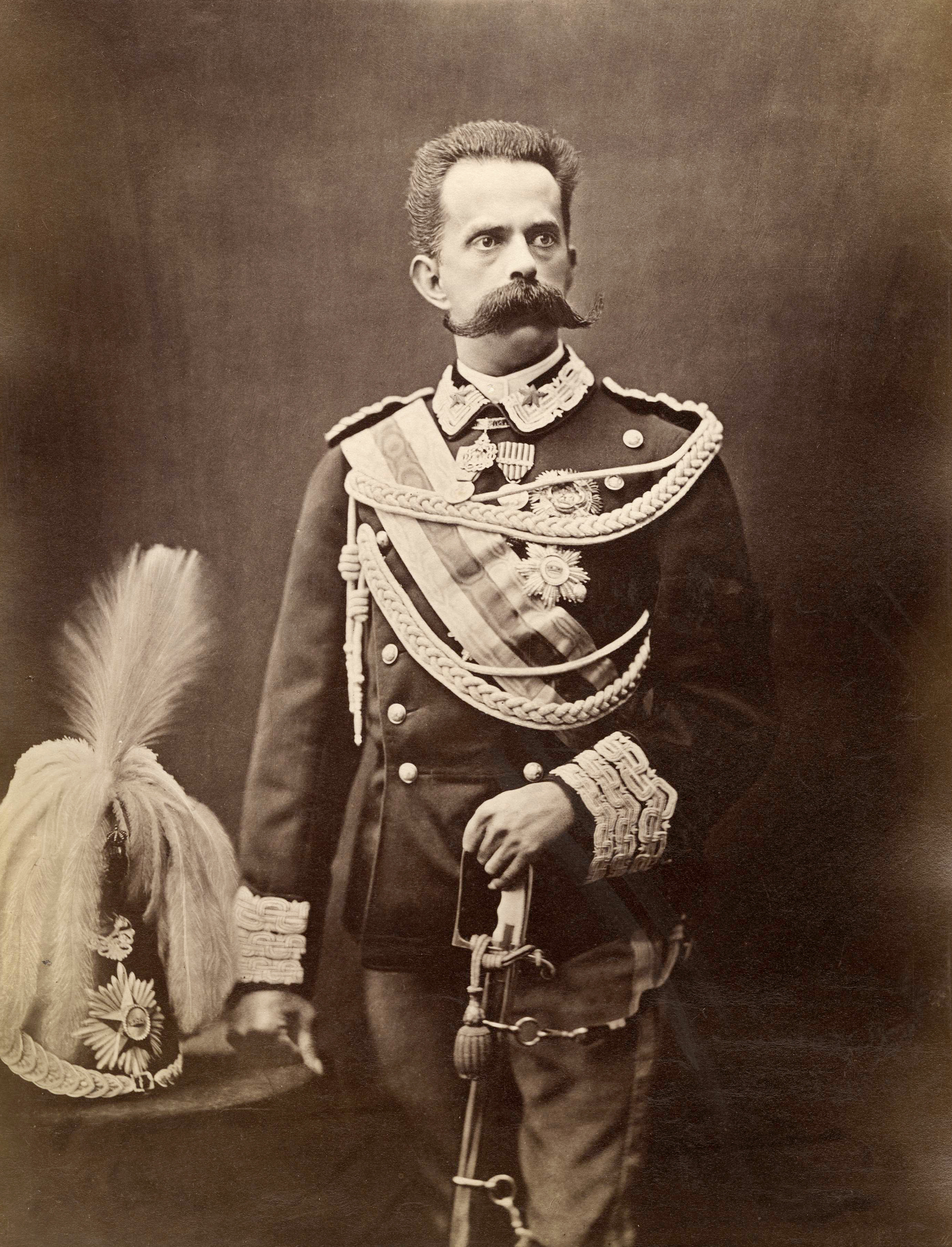
König Umberto I., 1882

Nach Viktor Emanuels Tod wurde 1878 sein ältester Sohn Umberto I. (Humbert I.) König. Er durchlief eine militärisch orientierte Ausbildung und nahm 1859 an der Schlacht von Solferino und 1866 am dritten italienischen Unabhängigkeitskrieg teil. Nach der Eroberung Roms im September 1870 erhielt er als Generalleutnant das Kommando über die dortigen Militärdivisionen. Wegen der Aufstände gegen zahlreiche Dynastien Italiens, welche die Einigung Italiens mit sich gebracht hatten, und wegen der schlechten Beziehungen des Hauses Savoyen zum Papst, waren nur wenige Fürstenhäuser dazu bereit, Beziehungen zum neu entstandenen Königreich Italien zu knüpfen. Immerhin trat Umberto 1882 dem Dreibund bei und auch mit regelmäßigen Visiten in Wien und Berlin versuchte er sich aus seiner außenpolitischen Isolation zu lösen, was aber viele Italiener mit Skepsis beobachteten, behielt doch Österreich immer noch italienischsprachige Gebiete (Trentino, Istrien und Triest), die im Rahmen des Irredentismus von dem jungen Nationalstaat als „unerlöste“ italienische Gebiete beansprucht wurden.

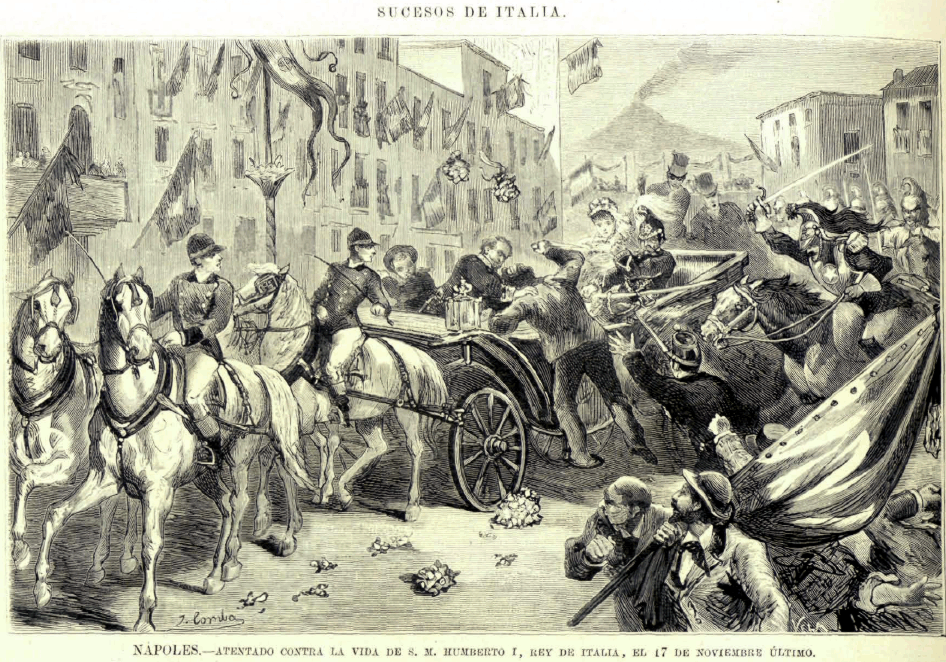
Zeitgenössische Illustration des Attentatsversuchs in Neapel auf Umberto I.

Als Umberto im Krönungsjahr 1878 eine Rundreise durch Italien unternahm, wurde er in Neapel Ziel eines Attentats. Weil er aber den gegen ihn gerichteten Hieb mit seinem Säbel parieren konnte, wurde er vom Angreifer, dem Anarchisten Giovanni Passannante, nur leicht verwundet.

Wappen der Könige von Italien 1890–1946

Unter Umberto begann die koloniale Expansion Italiens. Seine Streitkräfte besetzten Massaua im Jahr 1885 als ersten Ort in Eritrea, welcher Hauptstadt der Kolonie Eritrea wurde. Da Umberto 1889 auch in Somalia militärisch aktiv wurde, wurde dem italienischen König nachgesagt, er strebe die Errichtung eines großen Imperiums in Nordostafrika an. Die katastrophale Niederlage der italienischen Invasionstruppen in der Schlacht von Adua in Abessinien 1896 dämpfte jedenfalls seine diesbezüglichen Ambitionen. Im Sommer 1900 nahm die italienische Marine innerhalb der Acht-Nationen-Allianz an der Niederschlagung des Boxeraufstandes im Kaiserreich China teil. Daraus resultierte für Italien eine Handelskonzession in der chinesischen Stadt Tianjin.
Während der Kolonialkriege brachen in Italien wegen der hohen Brotpreise zahlreiche Tumulte aus, so auch in 1898 in Mailand. Die norditalienische Metropole wurde daraufhin unter Militärkontrolle gestellt. Dessen Kommandant, Fiorenzo Bava Beccaris, ließ großflächig auf Demonstranten schießen mit dem verheerenden Ergebnis, dass je nach Angaben zwischen 82 und 300 Tote und zahlreiche Verletzte zu beklagen waren. Für seinen Einsatz wurde der Kommandant später mit dem savoyardischen Verdienstkreuz dekoriert. Umberto wurde am 29. Juli 1900 vom italo-amerikanischen Anarchisten Gaetano Bresci in Monza mit mehreren Revolverschüssen ermordet. Nach eigenen Angaben des Attentäters wollte er damit das „Bava-Beccaris-Massaker“ von Mailand rächen.

#### Viktor Emanuel III. 1900–1946

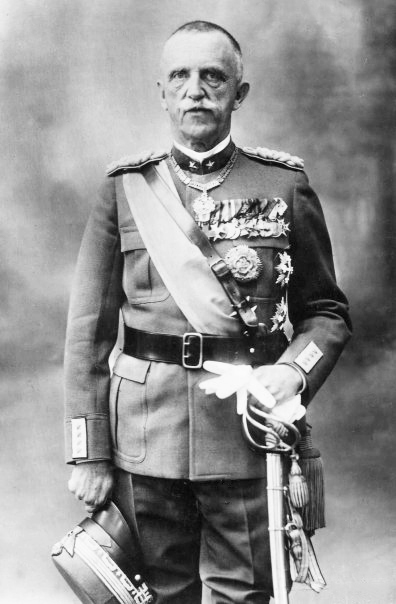
Viktor Emanuel III.

Auf Umberto I. folgte sein einziger Sohn Viktor Emanuel III. In Neapel geboren, wurde er zu Lebzeiten seines Vaters der kleine Prinz von Neapel genannt. Auch im Erwachsenenalter war Viktor Emanuel auffallend klein, maß er doch lediglich 1 Meter 53. Zwar überlebte seine Regierung zwei Weltkriege – wobei einzuschränken ist, dass er zwischen 1923 und 1943 kaum politisches Gewicht hatte –, seine „imperialen Träume“ scheiterten jedoch an der Realität und seine passive und opportunistische Haltung gegenüber Mussolini führte letztlich zur Auflösung der Monarchie in Italien und somit auch zum Ende des Hauses Savoyens als Herrscherdynastie.
1915 trat Italien an der Seite der Entente in den Ersten Weltkrieg ein. In einem Tagesbefehl an die Truppen teilte Viktor Emanuel den Optimismus seines Generalstabschefs Luigi Cadorna. Dieser glaubte, mit seinen Truppen innerhalb eines Monats Triest erobern zu können, um dann in einer guten Position zu sein, Wien zu überrennen. In der Folge verwickelten sich die Alpini im Weißen Krieg in irrwitzige Gefechte, die oft auf über 3000 Metern Höhe ausgetragen wurden.
Obwohl Italien im Vertrag von Saint-Germain Südtirol und das Trentino zugesprochen erhielt, war man in Italien am Ende des Ersten Weltkriegs unzufrieden mit dem Erreichten und fühlte sich von den Großmächten zu wenig ernst genommen; man sprach deshalb von einem „verstümmelten Sieg“ (vittoria mutilata). Italiens Teilnahme am Sieg im „Großen Krieg“ war mit rund 680.000 Gefallenen, mit wirtschaftlichen wie finanziellem Bankrott und mit maßlosem Nationalismus allzu teuer bezahlt.
Italien durchlebte ab 1919 eine Parlamentskrise nach der anderen. Im „Biennio rosso“ und „Biennio nero“ der frühen 20er Jahre führten die innenpolitischen Kämpfe zwischen den marxistisch gesinnten „Roten“ und den faschistisch geprägten „Schwarzhemden“ zu bürgerkriegsähnlichen Zuständen. In dieser Krise besprach sich Viktor Emanuel mit seinem Generalstabschef Armando Diaz, wobei Letzterer zum König sagte: „Majestät, die Armee wird ihre Pflicht tun, aber es wäre das Beste, sie nicht auf die Probe zu stellen.“ Daraufhin verweigerte Viktor Emanuel 1922 die Unterschrift unter das von seinem Premierminister Luigi Facta ausgearbeitete Notstandsdekret, mit dem Letzterer dem von Mussolinis Faschisten organisierten Marsch auf Rom entgegentreten wollte. Daraufhin ernannte der König Mussolini am 30. Oktober 1922 zum Regierungschef. Fortan konnte „der Duce“ nicht nur auf die Unterstützung des Militärs, der Rechtsextremen mit ihren Rassengesetzen und des Großkapitals, sondern auch auf die Duldung des italienischen Königs zählen. Dies manifestierte sich auch in den Monaten nach der Ermordung Matteottis, worauf Mussolini das Parlament faktisch ganz entmachtete und Viktor Emanuel eine sehr zweifelhafte Begnadigung aussprach.

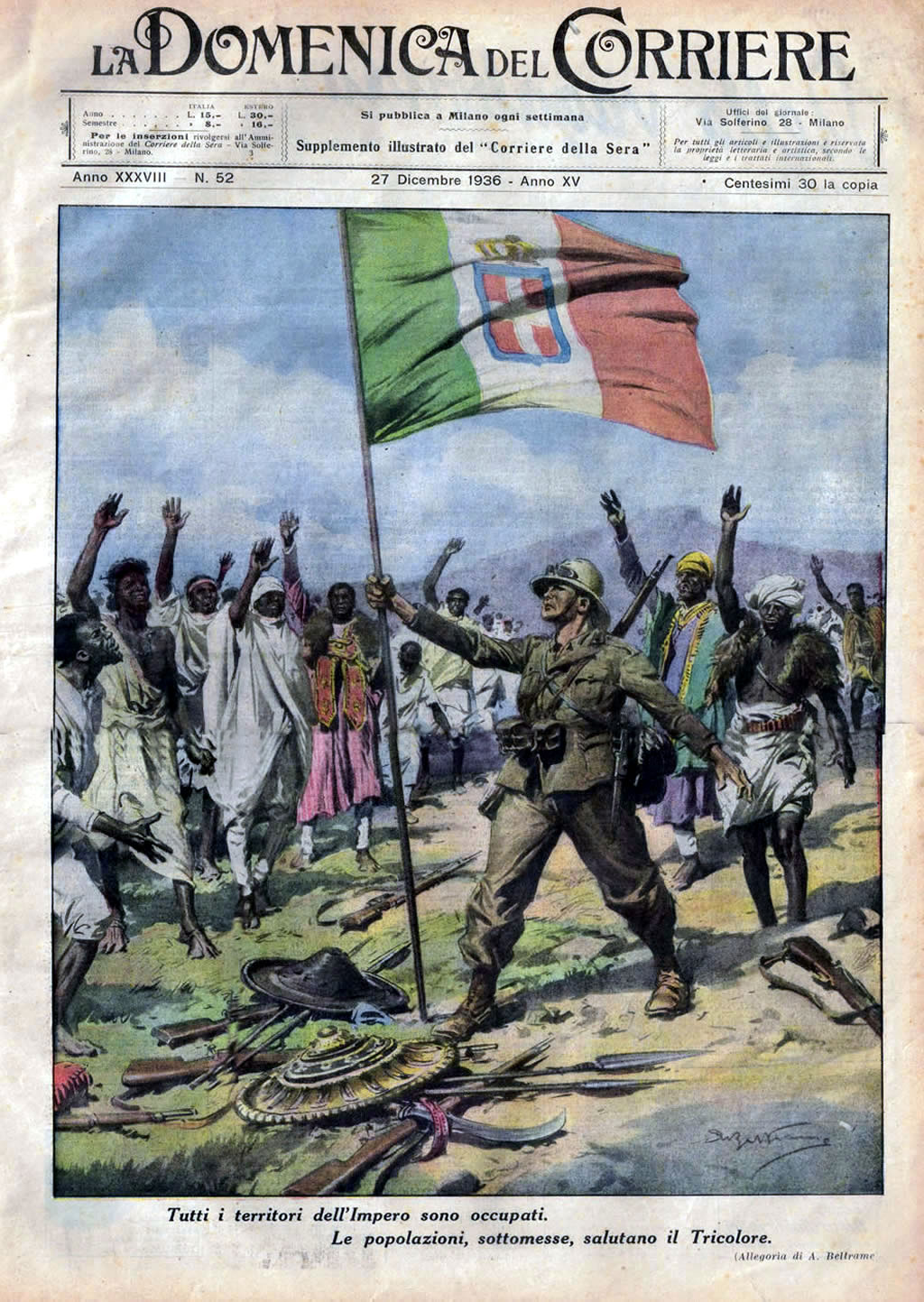
La Domenica del Corriere vom 27. Dezember 1936 feiert den italienischen Sieg in Abessinien. Übersetzter Text der Bildlegende: „Alle Territorien des Imperiums sind besetzt. Die Bevölkerung begrüßt ergeben die Trikolore.“

In den Jahren 1935/36 eroberte die italienische Armee in einem sehr blutigen Krieg Abessinien und Viktor Emanuel wurde zum Kaiser von Abessinien proklamiert. Dieses Amt behielt er bis zur Befreiung des Landes 1941 durch äthiopische Partisanen und britische Truppen inne. Die italienische Mittelmeerflotte überfiel 1939 das beinah wehrlose Albanien und vertrieb dort den amtierenden König Ahmet Zogu. Zwar befand Viktor Emanuel die italienische Eroberung Albaniens mit seiner felsigen Steilküste zunächst als „zu gewagt“ und „wenig lohnend“ – der Monarch, den Mussolini nach dieser Einschätzung „Trottel“ genannt hatte, nahm die Krone von Albanien dann aber doch entgegen und behielt sie, bis die Wehrmacht 1943 die Funktion der Besatzungsmacht in Albanien übernahm. Ein Attentatsversuch auf Viktor Emanuel, begangen vom jungen, albanischen Patrioten Vasil Laçi, scheiterte im Jahre 1941 in Tirana.
Am 10. Juni 1940, als der deutsche Sieg in der Schlacht um Frankreich absehbar geworden war, trat Italien, obwohl schlecht gerüstet, auf der Seite der Achsenmächte offiziell in den Zweiten Weltkrieg ein. Viktor Emanuel anerkannte die diesbezügliche Deklaration von Mussolini, wenn auch vielleicht nur halbherzig. Die alliierte Invasion in Italien führte am 25. Juli 1943 zum Sturz Mussolinis, worauf Viktor Emanuel den „Duce“ festnehmen ließ und den Oberbefehl über die italienischen Streitkräfte übernahm. Um seiner etwaigen Gefangennahme durch die in Norditalien nachrückende Wehrmacht zu entgehen, floh er nach Brindisi.
In Selbsterkenntnis, dass er dem faschistischen Regime zu nahegestanden hatte, übergab Viktor Emanuel im April 1944 die meisten Staatsgeschäfte seinem Sohn und Kronprinz Umberto II. Nichtsdestoweniger erzwang das italienische Volk, initiiert durch die US-amerikanische Besatzungsmacht, innerhalb des nächsten Jahres ein Referendum zur Abschaffung der Monarchie. Mit seiner offiziellen Abdankung am 9. Mai 1946 zugunsten Umbertos versuchte Viktor Emanuel die diesbezügliche, bevorstehende Abstimmung zu beeinflussen. Doch es half nicht: das Plebiszit wurde mit 53 % der Stimmen angenommen und Viktor Emanuel begab sich noch im selben Jahr ins Exil nach Alexandria, wo er vom ägyptischen König Faruq empfangen wurde. 1947 starb er in Alexandria, 2017 wurde er in die Basilika von Vicoforte umgebettet.

#### Umberto II. 1946

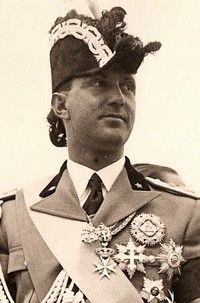
Kronprinz Umberto, 1923

Kronprinz Umberto II., Sohn von Viktor Emanuel III., wurde 1904 geboren. Er erhielt eine militärisch orientierte Ausbildung. 1929, an jenem Tag, an dem er seine Verlobung mit der belgischen Prinzessin Marie José von Belgien offiziell bekannt geben wollte, wurde er in Brüssel Opfer eines Attentatsversuches, bei dem er jedoch unverletzt blieb, da der Pistolenschuss das Ziel verfehlte. Der Täter Fernando de Rosa war Antifaschist und bekennendes Mitglied der Sozialistischen Internationale.
Am 9. Mai 1946 übernahm Umberto die Staatsgeschäfte von seinem Vater, allerdings für nur gut einen Monat. Mit der Verkündung des Ergebnisses des Referendums am 18. Juni galt Umberto II. offiziell als abgesetzt und die Monarchie in Italien für beendet. Umberto ging nach Cascais in Portugal ins Exil und weigerte sich, die Niederlage der Monarchie anzuerkennen.
Die republikanische Verfassung von Italien, welche am 1. Januar 1948 in Kraft trat, verbot dem König, den männlichen Nachkommen des Hauses Savoyen sowie ihren Gemahlinnen die Rückkehr nach Italien. Ihr Besitz fiel an den Staat. 1983 wurde Umberto schwer krank, und Staatspräsident Sandro Pertini wollte ihm die Einreise nach Italien erlauben, damit er in seinem Heimatland hätte sterben können. Letztlich reiste Umberto im selben Jahr nach Genf, wo er verstarb. Kein italienischer Regierungsvertreter wohnte dem Begräbnis bei.

## 21. Jahrhundert
Im November 2002 änderte das italienische Parlament die Verfassung: Der Familie von Savoyen wurde die Rückkehr nach Italien erlaubt. Viktor Emanuel (1937–2024), der einzige Sohn von Umberto II., lebte mit seiner Frau Marina in Vésenaz bei Genf. Er war vor seiner Pensionierung als Bankier und Militärflugzeughändler tätig und stand auf einer Mitgliederliste der Geheimloge P2.
1979 verstarb der 19-jährige Dirk Hamer, nachdem er 1978 während eines Urlaubs auf Korsika durch einen Schuss schwer verletzt worden war. Der Schuss war von Viktor Emanuel abgegeben worden, der einen vermeintlichen Bootsdieb verfolgte, wobei der auf einem Schiffsdeck schlafende und unbeteiligte Dirk getroffen wurde. Die genauen Abläufe des Unglücks konnten von Polizei und Gericht später nur unzureichend aufgeklärt werden. Nach einer Prozessserie, die sich über dreizehn Jahre erstreckte, wurde Viktor Emanuel von den meisten gegen ihn erhobenen Anklagepunkten freigesprochen, unter anderem deswegen, da Ryke Geerd Hamer seinen Sohn gegen den Rat der behandelnden Ärzte in einem kritischen Zustand nach Deutschland verlegen ließ, so dass sich der Tod nicht mehr einwandfrei allein auf die Schussverletzung zurückführen ließ. Somit blieb noch der Tatbestand des illegalen Waffenbesitzes bestehen, was für Viktor Emanuel eine Verurteilung von sechs Monaten Haft auf Bewährung nach sich zog.
Am 16. Juni 2006 erhob das Gericht von Potenza Anklage gegen Viktor Emanuel. Ihm wurden Kuppelei und Korruption, gepaart mit Bestechung im Zusammenhang mit Glücksspielen, begangen im Kasino Campione d’Italia, zur Last gelegt. In der Folge wurde er für etwa dreißig Tage unter Hausarrest gestellt. Am 22. September 2010 wurde er mit der Begründung „Weil die dem Beschuldigten zur Last gelegten Fakten den Tatbestand der zitierten Gesetzesstelle nicht erfüllten“ in dieser Sache freigesprochen.
Am 7. Juli 2006 erklärte der Rat der Senatoren des Reiches, ein vom ehemaligen König Umberto 1955 aus ehemaligen Mitgliedern des Senato del Regno gebildetes Kollegialorgan, das über die Ehre des Hauses Savoyen wacht, Viktor Emanuel gegen dessen Willen für abgesetzt und seinen Cousin Amadeus von Savoyen, zum rechtmäßigen Chef des Hauses Savoyen sei. Die offizielle Begründung war seine nicht standesgemäßen Heirat, aus der sein Erbe Emanuele Filiberto (* 1972 in Genf) hervorging. Der wahre Grund für den Wechsel dürfte allerdings darin gelegen haben, dass Viktor Emanuel wiederholt in Vorkommnisse verwickelt war, die seiner Reputation nicht zuträglich waren.
Diese Entscheidung ist nicht unumstritten: Viktor Emanuel führte mehrere Prozesse gegen Amadeus und der Orden der Heiligen Mauritius und Lazarus erkannten Emanuel Philibert als rechtmäßigen Nachfolger als Hauschef und Ordensgroßmeister an.
Seit 2006 beanspruchen daher zwei Mitglieder des Hauses die alleinige Stellung als Chef des Hauses und Thronprätendent.
Viktor Emanuels Sohn Emanuele Filiberto, tätig als Hedgefonds-Manager, und dessen Frau Clotilde Courau, tätig als Theater- und Filmschauspielerin, haben zwei Töchter: Vittoria (* 2003) und Luisa (* 2006).

## Titel

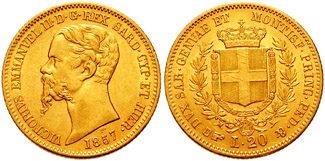
Münze mit Porträt von Viktor Emanuel II. aus dem Jahre 1857.
Die Übersetzung der abgekürzten lateinischen Inschrift auf dem Avers lautet: Viktor Emanuel II., von Gottes Gnaden, König von Sardinien, Zypern und Jerusalem.

Der Herrscher von Savoyen trug neben dem Titel Graf von Savoyen, ab 1416 bzw. 1418 Herzog von Savoyen und Fürst von Piemont, wo sich ab 1563 die Residenz befand, noch weitere Titel, die sich mit jedem Erwerb neuer Territorien vermehrten und auch nach deren Verlust beibehalten wurden. Nach der Rangerhöhung zum König (1713 von Sizilien, nach 1720 von Sardinien) wurde nach diesem Titel auch die Königstitel von Zypern, Jerusalem und Armenien hinzugefügt, die aus der Heirat von Ludwig von Savoyen mit Charlotte von Zypern hervorgegangen waren.
Der vollständige Titel lautete Ende des 18. Jahrhunderts:
Von Gottes Gnaden König von Sardinien, Zypern und Jerusalem,
Herzog von Savoyen, Montferrat, Chablais, Aosta, Genevois und Piacenza,
Fürst von Piemont und Oneglia,
Markgraf von Italien, Saluzzo, Susa, Ivrea, Ceva, Maro, Oristano und Sesana
Graf von Maurienne, Genf, Nizza, Tende, Asti, Alessandria und Goceano, Romonte, Novara, Tortona, Vigevano und Bobbio
Baron der Waadt und des Faucigny,
Herr von Vercelli, Pinerolo, Tarentaise, Lomellina und Valsesia und
des Heiligen Römischen Reiches Fürst und ständiger Vikar in Italien.
Nach der Übernahme der früheren Republik Genua 1815 wurde der Titel Herzog von Genua nach dem des Herzogs von Savoyen eingefügt.

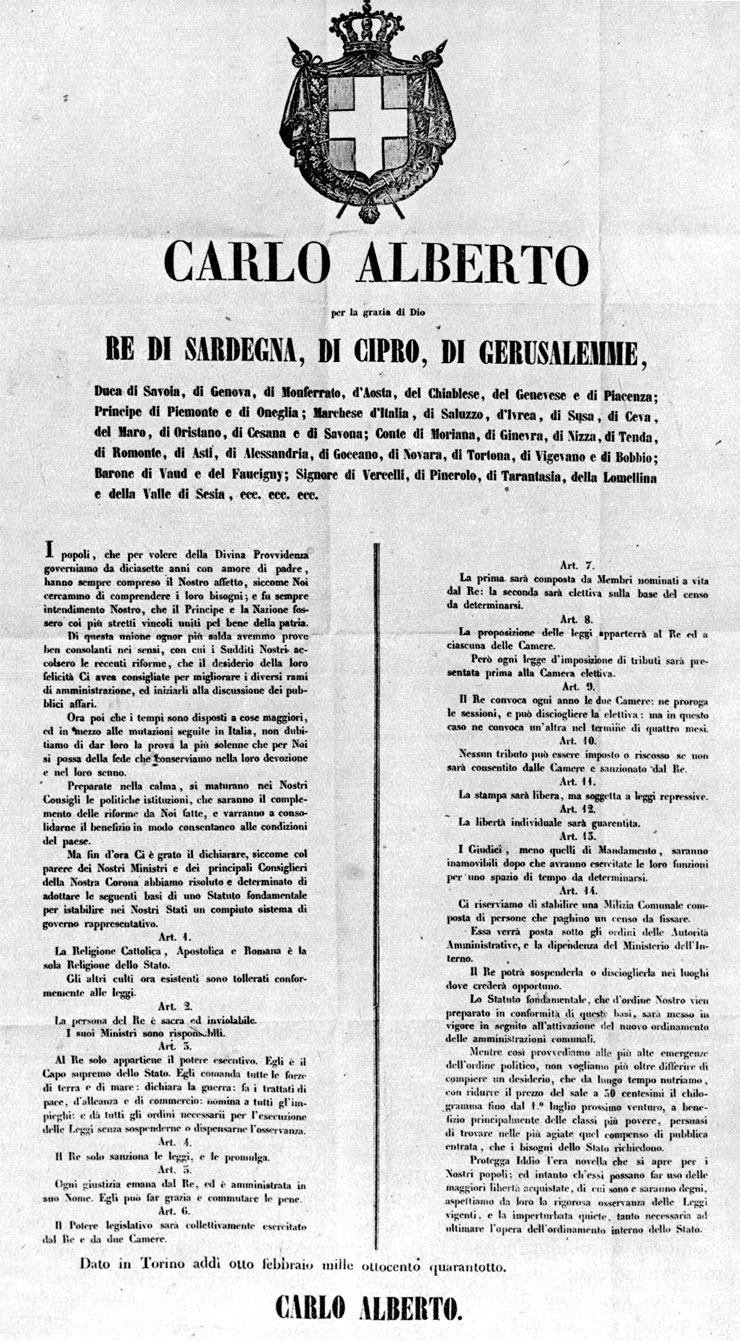
Titel Karl Alberts in der Intitulatio im Statuto Albertino

Der jakobitische Titel König von England, Schottland, Frankreich und Irland (1807–1824/1840) wurde nie geführt.
Die Titel wurden formell bis zum Ende der Savoyerherrschaft nie abgeschafft, allerdings wurde ab 1861 in Intitulationen nur noch der Titel von Gottes Gnaden und dem Willen der Nation König von Italien (italienisch Per grazia di Dio e volontà della nazione Re d‘Italia) verwendet.
Anders als üblich, wie im Fall Kaiser Franzʼ II./I. oder Maximilians IV./I. von Bayern wurde mit den neuen Titeln König von Sardinien und König von Italien keine entsprechende Zählung begonnen, sondern die alte, auf den rangniedrigeren Herzogtitel bezogene beibehalten. So gab es nur zwei sardinische Könige des Namens Karl Emanuel, die aber nach savoyardischer Zählung als Karl Emanuel III. bzw. IV. gezählt werden, ebenso die zwei Könige von Italien mit Namen Viktor Emanuel als Viktor Emanuel II. bzw. III. Erst König Umberto I. begann eine neue Zählung, die nicht an die seines Vorfahren Umbertos III. anknüpfte. Dieser war nie König gewesen, sein damaliges Herrschaftsgebiet gehörte mittlerweile zu Frankreich.
Viktor Emanuel III. war während des Abessinienkriegs 1936–1941 bzw. der Besetzung Albaniens 1939–1943 in Personalunion auch Kaiser von Abessinien und König von Albanien.
Amadeus Ferdinand Maria von Savoyen war 1870–1873 König von Spanien.
Einzelne Familienmitglieder bekamen eigene Adelstitel verliehen, die von ihren Nachkommen teilweise noch heute getragen werden:
- Principe di Piemonte (deutsch Fürst oder Prinz von Piemont), wurde seit 1424 dem Thronfolger verliehen, ab 1861 zusammen mit dem Titel Prinz von Neapel
- Herzog von Aosta, seit 1701 an den zweitältesten Sohn vergeben, ab Amadeus von Savoyen-Aosta (1870–1873 auch König von Spanien) eigene Seitenlinie
- Fürst von Carignan, 1620 von Karl Emanuel I. an seinen Sohn Thomas Franz verliehen, 1831 mit der Krone verschmolzen.
- Herzog von Genua, 1831 von Karl Albert an seinen Sohn Ferdinand Maria von Savoyen-Carignan vergeben, 1996 erloschen.

## Wappen
Das Stammwappen zeigt ein silbernes Kreuz auf rotem Grund. Auf dem Helm mit rot-silbernen Decken ein naturfarbenener Leopardenkopf (später ein goldener Löwenkopf) ohne Unterkiefer zwischen einem silbernen (später goldenen) Flug. Das herzogliche Wappen ab 1415 war gekrönt und zegte daher keine Hemzier, das Wappenschild wurde um die weiterer Territorien sowie Anspruchswappen vermehrt. 1720 wurde das Stammwappen auf das alte Wappen der Grafschaft Savoyen gelegt, einen schwarzen Ader in Gold, das fortan das Herzschild bildete. 1833 wurde das Wappenschild von Karl Albert auf das Stammwappen reduziert, das so auch das Wappen des Königreichs Italien wurde. 1890 führte Umberto I. die alte Helmzier in das neue königliche Wappen ein.
|                                |                              |                                                     |                                         |
| Stammwappen                    | Altes Wappen von Savoyen     | Letztes Großes Wappen mit Anspruchswappen 1831–1833 | Wappen der Könige von Italien 1890–1946 |
|                                |                              |                                                     |                                         |
| Wappen des Fürsten von Piemont | Wappen des Herzogs von Genua | Wappen des Herzogs von Aosta                        | Wappen des Fürsten von Carignan         |

## Dynastische Orden

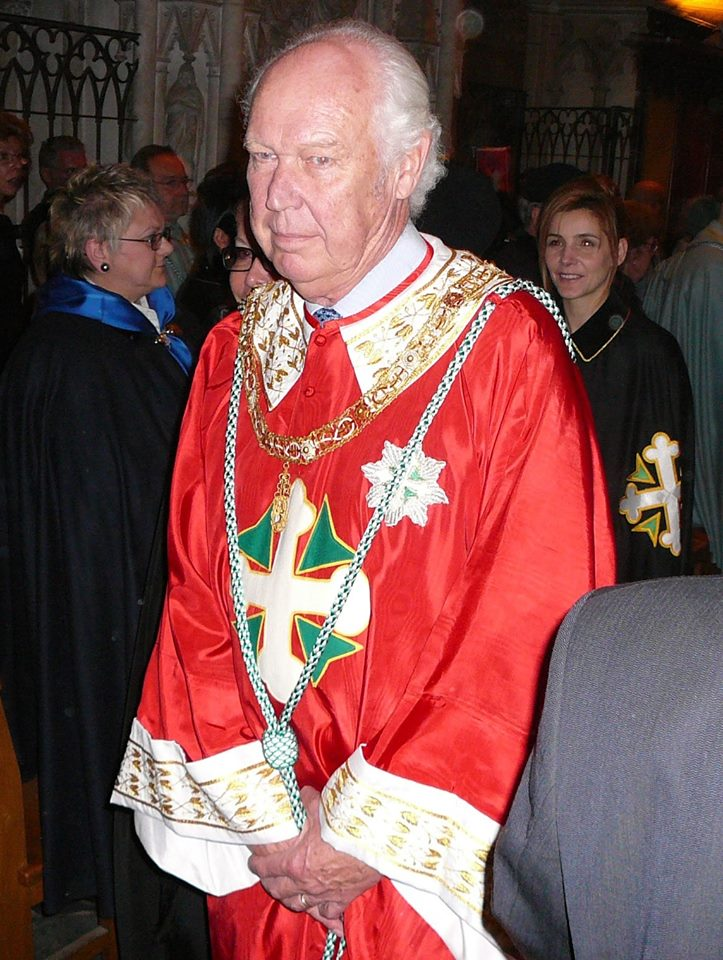
Vittorio Emanuele im Ordensmantel des Ordens der Heiligen Mauritius und Lazarus, mit der Collane des Annunziaten-Ordens

Der Chef des Hauses Savoyen ist Großmeister zwei der ältesten bis heute bestehenden Ritterorden der Welt, des 1362 gestifteten Annunziaten-Ordens, dessen Ordensdevise FERT zum Motto der Familie geworden ist, und des 1572 gegründeten Ordens der Heiligen Mauritius und Lazarus, der seine Wurzeln auf den im 12. Jh. gegründeten Lazarus-Orden zurückführt. Nach dem Ende der Monarchie 1946 verlieh Umberto II. die königlichen Zivilverdienstorden von Savoyen und Orden der Krone von Italien bis zu seinem Tod weiter.
Viktor Emanuel von Savoyen als Großmeister des Zivilverdienstordens stiftete 1988 in Genf den Verdienstorden von Savoyen (Ordine al merito di Savoia) als faktischen Nachfolger des letztgenannten Ordens, der in fünf Ritter- und drei Damenklassen verliehen wird:

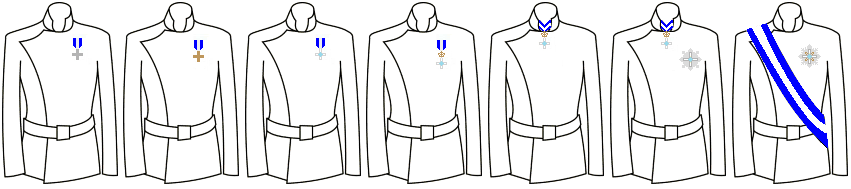
Trageweise des Verdienstordens von Savoyen (v. l. n. r.: Silbernes Verdienstkreuz bis Großkreuz)

- Ritter und Damen vom Großkreuz (begrenzt auf je 100)
- Großoffiziere (begrenzt auf 150)
- Komture und Komtur-Damen (begrenzt auf je 300)
- Offiziere
- Ritter und Damen
  - Goldenes Verdienstkreuz
  - Silbernes Verdienstkreuz

Ordenszeichen ist ein weiß emailliertes griechisches Kreuz mit einem runden, blau emaillierten Mittelmedaillon, das im Avers die Initialen V E (Vittorio Emanuele) und im Revers die Inschrift AL MERITO DI SAVOIA 1988 zeigt. Das Kreuz wird an einem weißen, blaureränderten Band getragen.
Die Träger bilden mit denen des Ordens der Heiligen Mauritius und Lazarus die Internationale Assoziation der Damen und Ritter des Königlichen Hauses Savoyen.

## Chefs des Hauses
- Humbert I. Blanche-Main Weißhand, 1003–1047 oder 1048
- Amadeus I. Queue der Schwanz, 1048–1051 oder 1056
- Otto, 1051 oder 1056–1060
- Peter I., 1060–1078
- Amadeus II., 1060–1080
- Humbert II. der Starke, 1080–1103
- Amadeus III., 1103–1148
- Humbert III. der Heilige, 1148–1189
- Thomas I., 1189–1233
- Amadeus IV., 1233–1253
- Bonifaz, 1253–1263
- Thomas II., 1253–1259
- Peter II., 1263–1268
- Philipp I., 1268–1285
- Amadeus V. der Große, 1285–1323
- Eduard der Liberale, 1323–1329
- Haimone, 1329–1343
- Amadeus VI. le Comte Vert, der Grüne Graf, 1343–1383
- Amadeus VII. le Comte Rouge, der Rote Graf, 1383–1391
- Amadeus VIII. der Friedfertige, 1391–1440, ab 1439 als Felix V. Gegenpapst
- Ludwig der Ältere, 1440–1465
- Amadeus IX. der Glückliche, 1465–1472
- Philibert I. der Jäger, 1472–1482
- Karl I. der Kämpfer, 1482–1490
- Karl II. Johann Amadeus, 1490–1496
- Philipp II. Ohneland, 1496–1497
- Philibert II. der Schöne, 1497–1504
- Karl III. der Gute, 1504–1553
- Emanuel Philibert Eisenkopf, 1553–1580
- Karl Emanuel I. der Große, 1580–1630
- Viktor Amadeus I., 1630–1637
- Franz Hyacinth, 1637–1638
- Karl Emanuel II., 1638–1675
- Viktor Amadeus II., 1675–1732
- Karl Emanuel III., 1732–1773
- Viktor Amadeus III., 1773–1796
- Karl Emanuel IV., 1796–1802
- Viktor Emanuel I., 1802–1821
- Karl Felix, 1821–1831
- Karl Albert, 1831–1849
- Viktor Emanuel II., 1849–1878
- Umberto I., 1878–1900
- Viktor Emanuel III., 1900–1946
- Umberto II., 1946–1983
- Viktor Emanuel, 1983–2006

Vom Rat der Senatoren des Reiches anerkannter Chef des Hauses:
- Amadeus, 2006–2021
- Aimone di Savoia Aosta, seit 2021

Chef des Hauses als anerkannter Großmeister der dynastischen Orden:
- Viktor Emanuel, 1983–2024
- Emanuel Philibert, seit 2024